# Vignobles du Pays basque
Vous lisez un « bon article » labellisé en 2008.
|  |  | La D.O. Navarra : - Behe Erribera ou Ribera Baja - Goi Erribera ou Ribera Alta - Lizarraldea ou Tierra Estella - Izarbeibarra ou Valdizarbe - Behe Mendialdea ou Baja Montaña | La D.O. Navarra : - Behe Erribera ou Ribera Baja - Goi Erribera ou Ribera Alta - Lizarraldea ou Tierra Estella - Izarbeibarra ou Valdizarbe - Behe Mendialdea ou Baja Montaña |  |  | Vignoble de la Rioja : - La D.O.C. Rioja Vignoble d'Irouléguy : - Irulegiko Arnoa Le Txakoli : - D'Alava - De Biscaye - De Getaria | Vignoble de la Rioja : - La D.O.C. Rioja Vignoble d'Irouléguy : - Irulegiko Arnoa Le Txakoli : - D'Alava - De Biscaye - De Getaria |

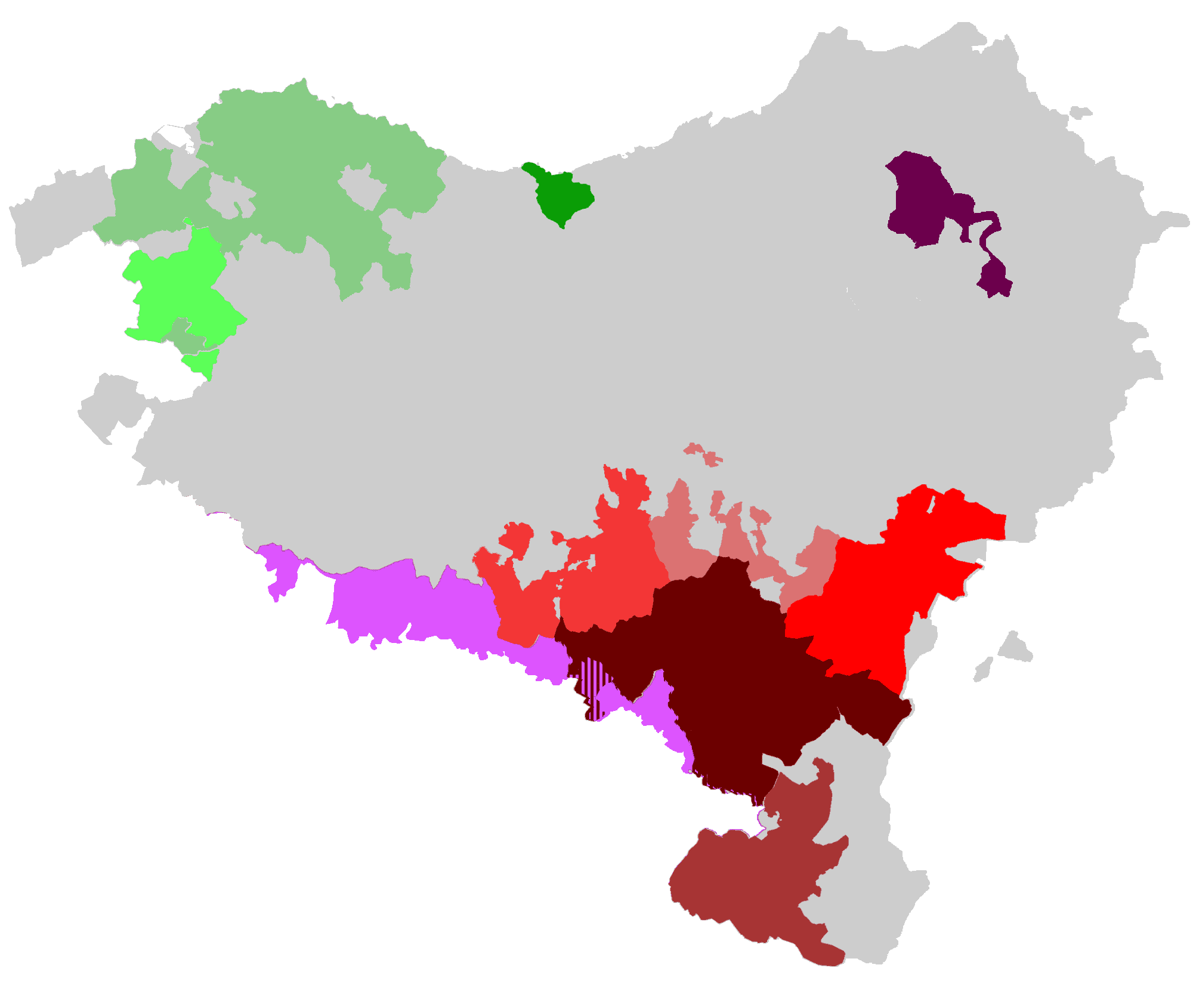
Carte des vignobles au Pays basque et Navarre :

Les vignobles du Pays basque (Euskal herriko mahastiak en basque) s'étendent, historiquement, aussi bien sur le Pays basque français (ou Iparralde) que sur le Pays basque espagnol (ou Hegoalde). Tous deux possèdent une longue tradition viticole, qui se traduit par une multitude d'appellations d'origine et des caractéristiques spécifiques à ces terroirs.
Ce furent initialement les Bituriges Vivisques qui implantèrent un vignoble dans la région comprise entre l'embouchure de la Gironde et le piémont pyrénéen. L’abondance de vignes sauvages dans les vallées de Cantabrie, du Pays basque ou du Béarn leur permit de sélectionner des variétés spécifiques, dites pyrénéo-atlantiques, et cette viticulture indigène, fait exceptionnel en Europe occidentale, ne doit rien à la colonisation romaine.
Au cours du Moyen Âge, les chemins de pèlerinage de Saint-Jacques-de-Compostelle, qui convergeaient vers cette zone, obligèrent les moines de l’abbaye de Roncevaux, gérant de l'hospitalité, à développer leurs vignobles du prieuré d’Irouléguy jusqu'à Fontarrabie. On y trouvait déjà des variétés proches des cépages actuels. C'est ce vieil encépagement, même après certaines mutations, qui est toujours présent dans les vignobles du Pays basque que sont l'Irouléguy, la Rioja, le Txakoli et la Navarre.
Ces vignobles, où les ceps sont conduits en hautains ou semi-hautains donnent une spécificité à leurs vins qui ne se différencient que par les variétés de leurs terroirs.

## Historique
Tout commença quand les Bituriges Vivisques – peuple celte établi à l’embouchure de la Gironde un demi-siècle avant notre ère – en commerçant avec la Narbonnaise romaine, découvrirent la culture de la vigne et le vin. La volonté d'acclimater un vignoble dans leur région impliquait une sélection des plants les mieux adaptés au terroir et au climat :

« On ne peut douter en effet que la sélection du Biturica (ancêtre supposé des cabernets) n’ait été conduite avec le souci d’obtenir un plant de qualité, susceptible d’être cultivé avec succès sur les rivages ibériques ou aquitains du golfe de Gascogne au climat pluvieux. »

À cette même époque, les Bituriges étaient en contact avec les Aquitains aussi parfois appelés Protobasques. En 72 avant notre ère, une importante voie de circulation terrestre est attestée entre Bordeaux et Astorga (Asturica Augusta), longeant le littoral basque vers Fontarrabie (Hondarribia) et traversant l'oppidum de Iruña-Veleia. Pline l'Ancien, dans son Histoire naturelle, parle d’un cépage importé par les Bituriges pour constituer leur vignoble. L’abondance de vignes sauvages dans le piémont pyrénéen et cultivées sur les côtes du golfe de Gascogne, permit donc à ces Celtes de développer leur viticulture bien avant la conquête de l'Aquitaine par les Romains.
Dans cette partie du golfe de Gascogne, la constitution d'un encépagement spécifique et homogène s'est faite à partir des formes sauvages de la vigne issues des vallées de Cantabrie, du Pays basque ou du Béarn. Le choix empirique des formes hermaphrodites les plus intéressantes donna les premiers cépages aptes à faire un vin de qualité.
Tout au long du Moyen Âge, les chemins de pèlerinage de Saint-Jacques-de-Compostelle, qu'ils aient eu comme point de départ Le Puy-en-Velay, Vézelay, Orléans ou Arles, convergeaient vers cette zone. Les moines de l’abbaye de Roncevaux établirent des vignobles avec ces cépages autochtones, du prieuré d’Irouléguy jusqu'à Fontarrabie. On y trouvait déjà des cépages proches du tannat, des mansengs et autres courbus.
L'ensemble de ces cépages, même après certaines modifications apportées au cours des XIXe et XXe siècles, est toujours présent dans les quatre vignobles du Pays basque que sont l'Irouléguy, la Rioja, le Txakoli et la Navarre.
L'existence de lambrusques dans les vallées des Pyrénées permit la sélection de nouvelles variétés issues de semis et d’hybridations spontanées ou contrôlées. Les moines des abbayes les plus riches, en particulier les cisterciens, ont probablement joué un grand rôle dans ce travail de création et de sélection variétale. Cet encépagement typique des vignobles du Pays basque, avec un mode de conduite des vignes en hautains ou semi-hautains donne aujourd'hui une spécificité à ses vins qui ne se différencient que par les variétés de leurs terroirs. Autre rareté insigne, liée à ces vignobles, les vignes sauvages qui ont été à l'origine de leurs cépages furent préservées du phylloxéra et fournissent toujours aux ampélographes un matériel végétal unique. Il fut en particulier étudié par Pierre Durquéty et constitua la base de ses recherches sur de nouveaux cépages.

## Étymologie
En basque, le vin se dit généralement arnoa du côté nord (français) ou ardoa du côté sud et en batua (on peut trouver également ardua en souletin). Selon le linguiste Koldo Mitxelena, *ardano signifiait « vin » en proto-basque et est à l'origine du mot actuel. On retrouve cette même racine dans le mot ardanozpin qui est le « vinaigre de vin » ou la rivière d'Ardanabia, affluent de l'Adour et qui est une contraction de ardan-habia : « Cours de fleuve des vignes ».
La langue basque donne une autre vision du vin dans sa forme nominative. Le vin rouge se dit ardo beltza, qui se traduit par « vin noir » et le vin rosé se dit ardo gorria qui se traduit par « vin rouge ». On retrouve également le mot arnoa en suffixe pour désigner plus largement toutes les boissons fermentées. Ainsi garagarnoa qui signifie « bière » est issu de garagarra l'orge et de -arnoa. De la même façon, « cidre » se dit sagarnoa (de sagarra, la pomme).

## Origine géographique et historique de l'encépagement
Selon une étude menée par les INRA de Bordeaux et Montpellier en association avec l'ENSAM de Montpellier, l’origine géographique et historique des cépages des vignobles du Pays basque se situerait à proximité du fond du golfe de Gascogne et dans une partie du piémont pyrénéen au climat humide. Pendant les périodes glaciaires, ce secteur semble avoir été l'un des refuges européens de vitis vinifera L. Tout au long de l’histoire, les formes sauvages puis cultivées auraient évolué puis migré vers les zones proches pour constituer un encépagement régional abondant et varié.

## Méthode culturale

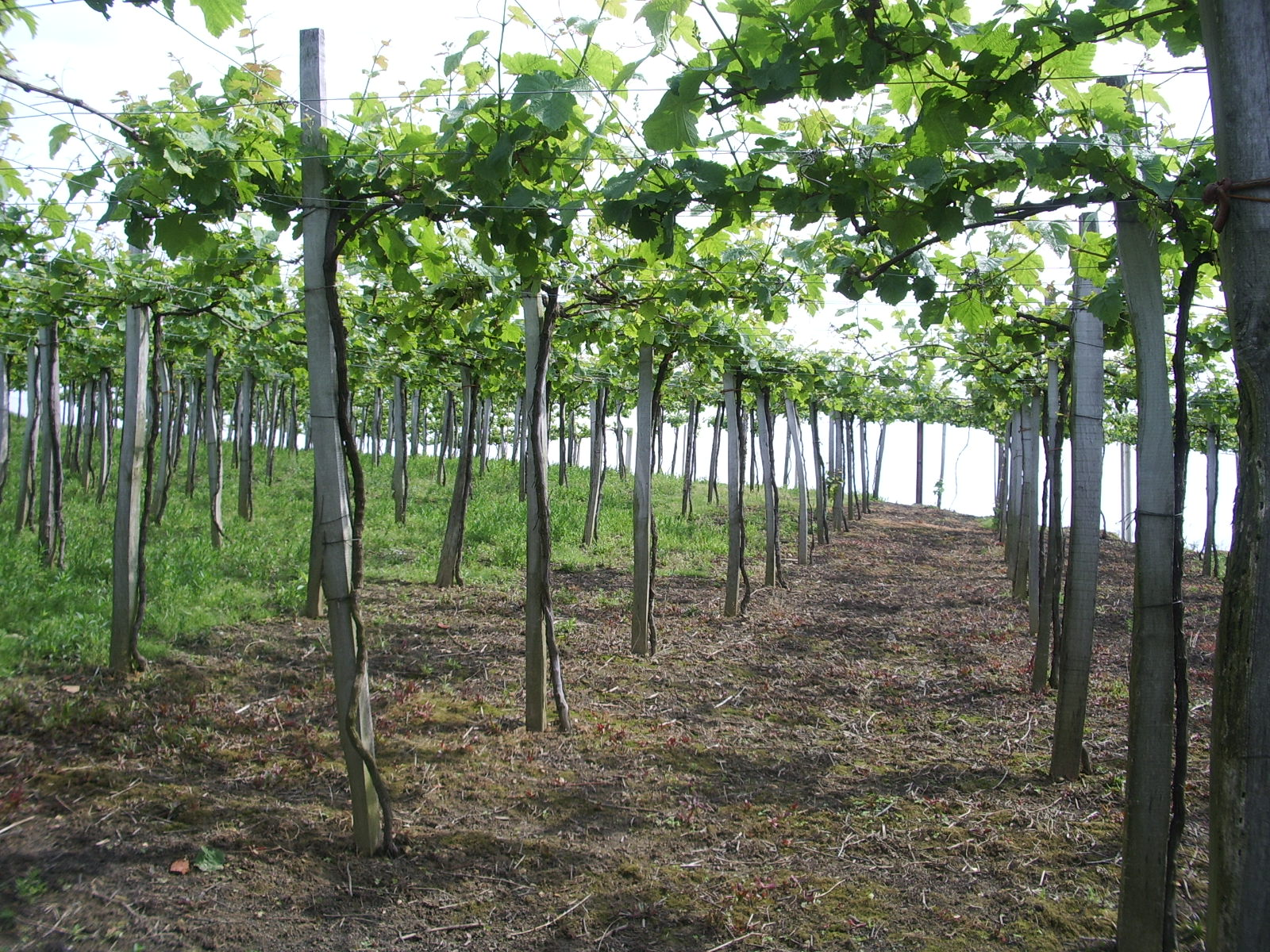
Les vignes en demi-hautains du vignoble de Getariako Txakolina

Les vignes sont conduites en demi-hautains (1, 10 m de haut) et en taille longue. Il y a encore quelques décennies, leur hauteur atteignait entre 1,50 et 2 mètres dans l’ensemble du Pays basque et des vignobles du piémont pyrénéen.
Une spécificité assez importante a retenu l’attention des ampélographes P.M. Durquéty et P. Robert : au cours de leur étude, ils ont mis en évidence une identité d’encépagement des deux côtés des Pyrénées et ces analogies leur ont fait définir un « vignoble d'Euskadi » dont nombre de variétés de vignes seraient issues de la famille (sorto-type) des Carmenets (Bouchy ou Cabernet Franc, Cabernet Sauvignon, Courbu, Petit Verdot...) et auraient eu pour ancêtre le fameux Biturica.

## Le terroir
Ces terroirs « où les gelées printanières sont absentes ou réduites, à faible pluviosité et qui sont exposés au sud sur les coteaux, se prêtent bien au vignoble. Pour ces raisons et à la différence d’autres vignobles français, le vignoble pyrénéen apparaît discontinu, installé   peut-être antérieurement aux Romains dans les sites les plus favorables ».

## Un vignoble préservé du phylloxéra
Mais l’originalité de ce vignoble ne s’arrête point là : certaines de ses parcelles ont été épargnées par le phylloxéra. Et quand on parle ici de « vieilles vignes », les ceps sont plus que centenaires.
Aussi, il ne faut pas s’étonner si, dans cette région à cheval sur une ligne allant de Pau à Bilbao et se ramifiant dans les vallées pyrénéennes, on découvre des sous-espèces spontanées de vignes, les lambrusques ou vignes sauvages (Vitis vinifera subsp. silvestris), le long des haies ou sur les bords des Gaves. Ce fait est assez exceptionnel pour être mis en exergue car, en Europe, hormis quelques vignobles implantés volontairement sur du sable (pieds francs et lambrusques), seule la région pyrénéenne avec le Caucase et quelques vallées suisses possèdent encore in situ des plants sauvages de Vitis vinifera subsp. silvestris. Cette sous-espèce est strictement protégée en France métropolitaine.

## Les appellations d'origine
Seule l'AOC Irouléguy se situe au Pays basque français ; les autres appellations d'origine sont au Pays basque espagnol

### L'AOC Irouléguy

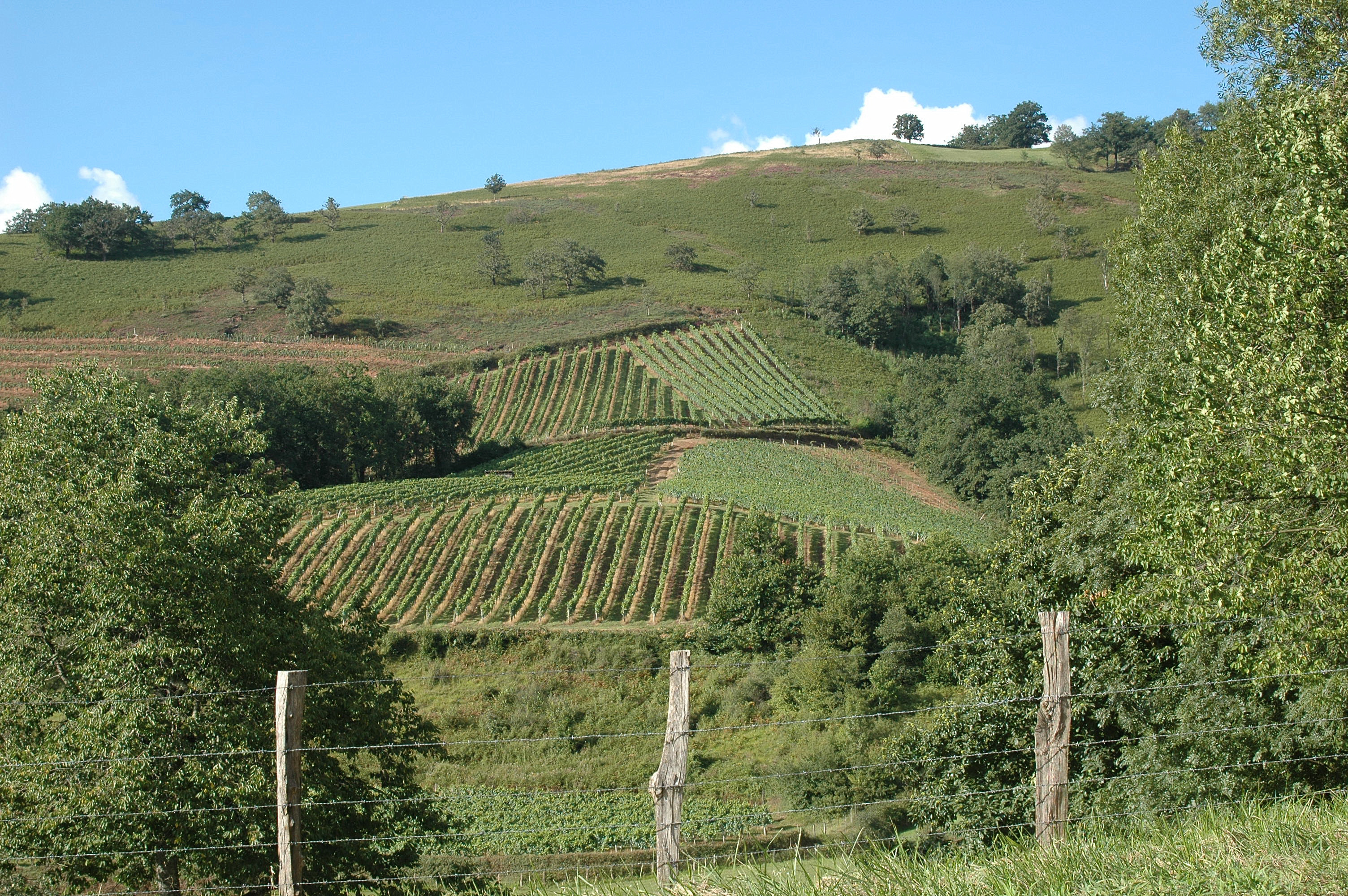
Le vignoble d'Irouléguy à Saint-Étienne de Baïgorry

L'AOC Irouléguy a la particularité d'être l'un des plus petits vignobles de France et d'Europe avec une superficie totale qui représente 240 hectares sur une quinzaine de communes autour de Saint-Étienne-de-Baïgorry, Saint-Jean-Pied-de-Port et Bidarray. Il prend son nom d'Irouléguy, petit village de trois-cents habitants en Basse-Navarre.
L'AOC regroupe au total 46 producteurs, dont 35 appartenant à la coopérative exploitant 130 ha et 11 vignerons indépendants, exploitant 90 ha.

#### Histoire du vignoble d'Irouléguy

##### Moyen Âge

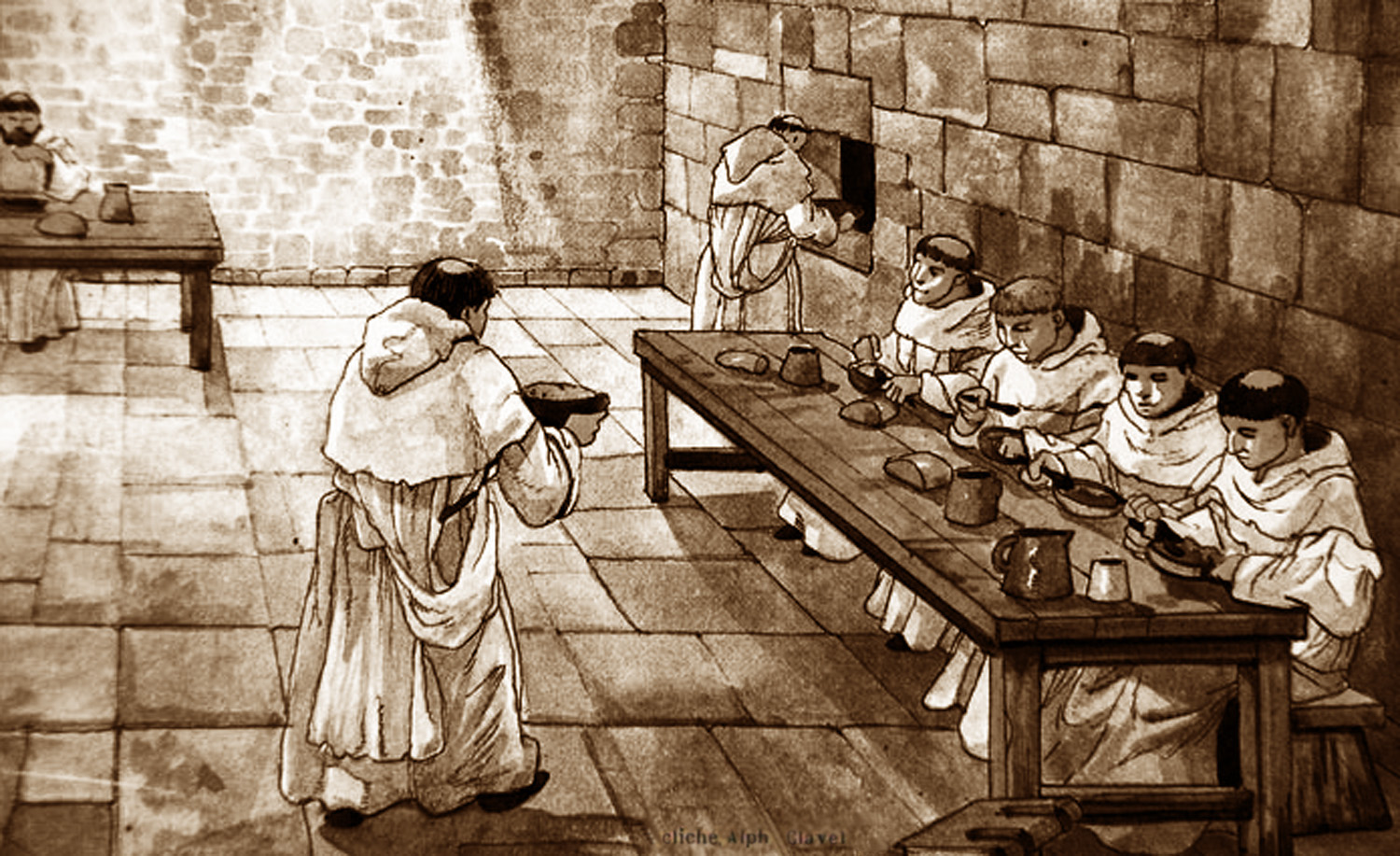
Vin monastique à Roncevaux

Les moines augustins de Roncevaux, vers le XIIIe siècle, possédaient un important vignoble dans la vallée des Aldudes dont la capitale était Irouléguy. Le relief montagneux obligea les moines à les planter en terrasses sur les pentes de l'Arradoy et du Jara. L'objectif premier était de ravitailler en vins les pèlerins passant par le Camino francés en direction de Saint-Jacques-de-Compostelle.

##### Période moderne
Au XVIIe siècle, après le traité des Pyrénées, une frontière sépara cette partie de la Navarre du monastère et ses moines délaissèrent les vignes qui furent reprises par la population locale. Les vignobles d'Irouléguy représentaient alors environ 500 ha de terre cultivée. La production de vin avait été considérablement amplifiée par le vicomte d'Urdos qui encourageait les gens du pays à cultiver des raisins à même les pentes raides.
Au XVIIIe siècle, tous les secteurs viticoles de France sont en pleine expansion, ce qui nécessite l'utilisation d'un grand nombre de personnes. Le niveau d'emploi augmente, la consommation aussi, ainsi que la production du vin de pays. Mais la période suivante sera marquée par un déclin constant de la production car les vignobles sont durement frappés en 1912 par le phylloxéra qui fait son apparition dans cette région.

##### Période contemporaine
Une coopérative fut fondée en 1952 sous l'impulsion d'Alexandre Bergouignan. Son but était de sauver les viticulteurs d'une situation de crise et d'œuvrer vers l'appellation. Aux vins de Baigorri, d'Anhauze et d'Irouléguy ont été attribués la labellisation d'AO VDQS en 1953 et le vignoble d'Irouléguy a obtenu l'AOC en octobre 1970.
Dans les années 1980, seulement quelque 70 hectares étaient toujours en culture et la crise qui secoua la production fromagère permit à une quinzaine de nouveaux producteurs de se lancer dans la viticulture en plantant 150 ha, dont 110 ha en terrasses appelées par ces derniers les « terrasses à la Suisse ». Aujourd'hui, quelque 220 ha de vignes sont à nouveau cultivés dans ce secteur.

#### Cépages et production
Les cépages utilisés pour les vins rouges sont les tannats, cabernet franc et cabernet sauvignon, donnant des vins assez tanniques. Les vins blancs utilisent des cépages traditionnels du sud-ouest tels que le courbu blanc, le petit manseng et le gros manseng. Les rendements sont fixés à 55 hl/ha pour les rouges et les rosés, et à 55 hl/ha pour les blancs. Les vendanges s'effectuent à la main.
La production annuelle est de 7000 hl avec environ 70 % de vin rouge, 20 % de vin rosé et 10 % de vin blanc.

### La D.O.C. Rioja

D.O.C. Rioja située dans quatre provinces d'Espagne

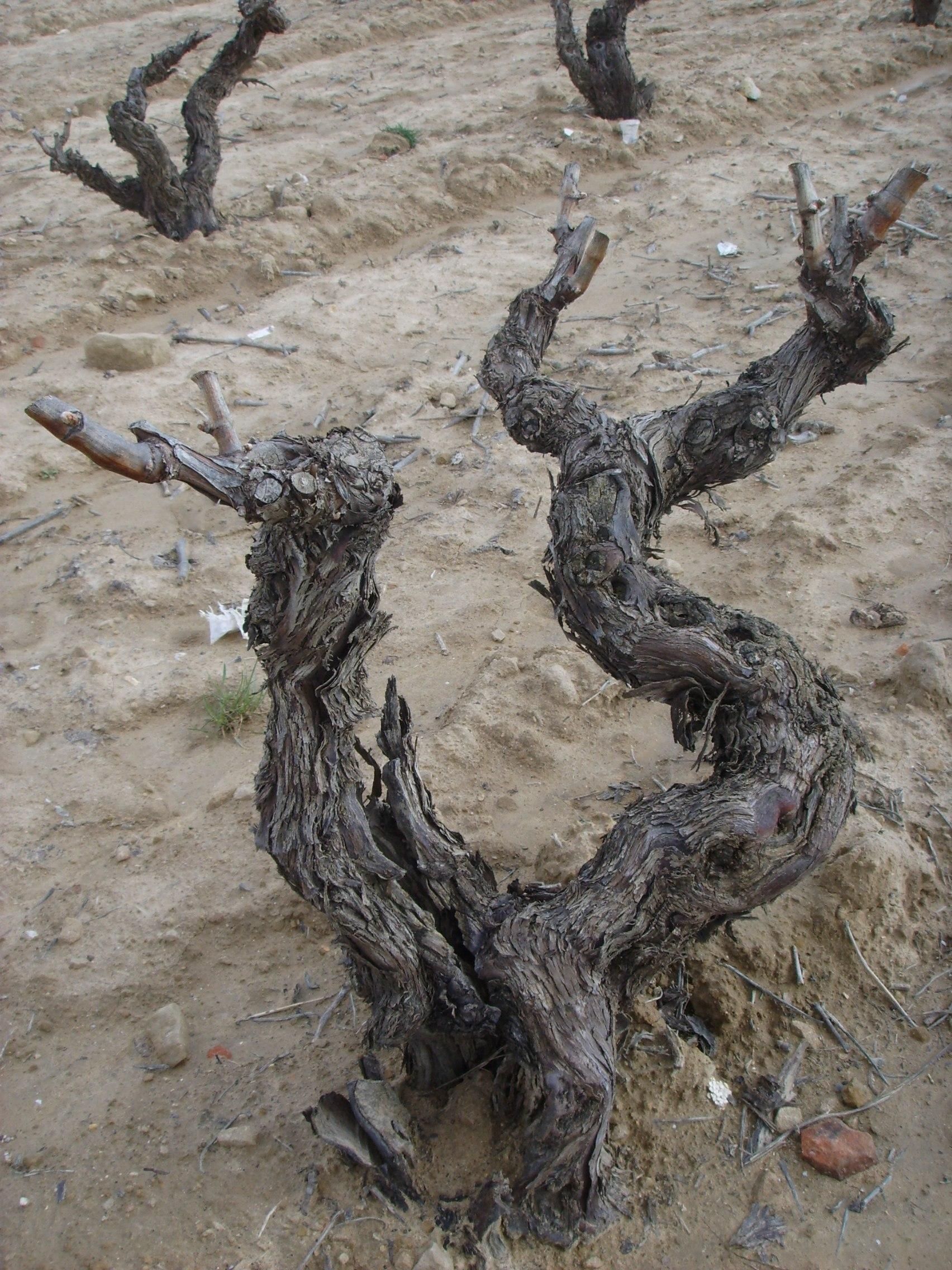
Pied de vigne typique à Elciego

La D.O.C. (Denominación de Origen Calificada) Rioja est l'une des plus réputées des vignobles espagnols pour ses vins rouges. Ce vin est produit principalement dans la région de la Rioja mais s'étend également dans la province basque d'Alava (Rioja Alavesa) et en Navarre.
Considéré comme le meilleur vin de la péninsule ibérique, sa moyenne annuelle de production est de 2,50 millions d'hectolitres sur une surface de 57 000 hectares et le vin rouge représente environ 85 % du volume.

#### Histoire du vignoble de la Rioja

##### Antiquité et Moyen Âge
La récolte de vin dans la Rioja est une tradition ancienne dont les origines remontent aux Phéniciens et aux Celtibères. Les plus anciennes preuves écrites de l'existence de la vigne dans la Rioja remontent à 873 sous la forme d'un document du notaire public de San Millán de la Cogolla qui traite d'une donation faite au monastère de San Andrés de Trepeana. Cette commune est aussi le berceau du castillan et c'est là que sont conservés les premiers documents écrits. Comme ce fut le cas dans de nombreuses terres méditerranéennes de l'époque médiévale, les moines étaient les principaux praticiens de la vinification dans la Rioja et de grands défenseurs de ses vertus.
Au cours de l'année 1063, le premier témoignage sur la viticulture de La Rioja apparaît dans la « Carta de población de Longares » (Lettre aux colons de Longares). Le roi Pierre Ier d'Aragon donne la première reconnaissance juridique au vin de La Rioja en 1102.
Au XIIIe siècle, Gonzalo de Berceo, abbé du monastère de Suso dépendant de San Millán de la Cogolla et poète castillan, mentionne le vin dans certaines de ses œuvres.

##### Renaissance
En 1560, les vendangeurs de Longares choisissent un symbole pour représenter la qualité des vins.
En 1635, l'alcade de Logroño interdit le passage de charrettes dans les rues où se trouvent des caves pour éviter que les vibrations ne détériorent les vins. Quelques années plus tard, en 1650, le premier document visant à protéger la qualité des vins de la Rioja est élaboré.

##### Période moderne
En 1790, à la séance inaugurale de la « Real Sociedad Económica de Cosecheros de Rioja » (Société royale économique des vignerons de La Rioja), de nombreuses initiatives sur la façon de construire, réparer et entretenir les routes et d'autres moyens pour le transport du vin sont examinées. La Société est créée pour promouvoir la culture et la commercialisation des vins de La Rioja et cinquante-deux localités y sont impliquées.
En 1852, Luciano Murrieta crée le premier vin dans la région de Duque de la Victoria, après avoir appris le processus de vinification à Bordeaux.

##### Période contemporaine
En 1892, à la station de Haro, sont créés les sections viticulture et œnologie pour le contrôle de la qualité et en 1902, un décret royal qui détermine l'origine des vins de La Rioja est promulgué.
Le « Consejo Regulador » (Conseil de la réglementation) est créé en 1926 avec l'objectif de limiter les zones de production, d'élargir la garantie du vin et du contrôle de l'utilisation du nom de « Rioja ».
Ce Conseil a été juridiquement structuré en 1945 et finalement été inauguré en 1953.
En 1970, le règlement relatif à la Denominación de Origen est approuvé ainsi que ceux provenant du Conseil de la réglementation.
En 1991, le prestigieux « Calificada » (qualifiée) est attribué à la Rioja, ce qui en fait la première « Denominación de origen calificada » (DOCa) d'Espagne.
En 2008, le Conseil de la réglementation crée un nouveau logo destiné à toutes les bouteilles de vins produits sous cette appellation. Il est symbolisé par un cépage de Tempranillo pour signifier « le patrimoine, la créativité et le dynamisme ».

#### Division territoriale

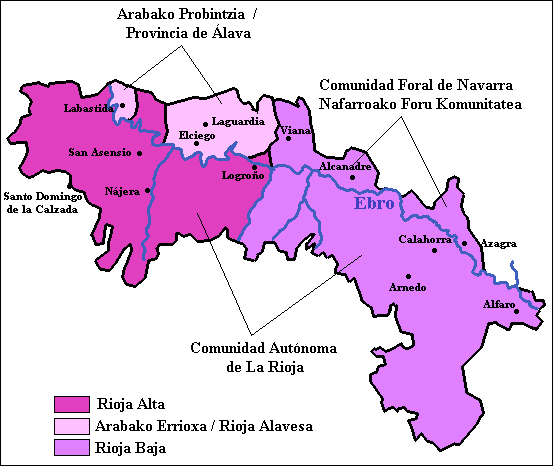
Les trois sous-zones de production

Pour la diversité et le climat orographiques, il faut distinguer trois sous-zones de production de vin avec différentes caractéristiques : La Errioxa Beherea ou Rioja Baja, la Arabako Errioxa ou Rioja Alavesa et la Errioxa Garaia ou Rioja Alta située seulement dans la Rioja.

##### Arabako Errioxa / Rioja Alavesa
La Rioja Alavaise s'étend sur 12 000 hectares de vignes et la récolte annuelle moyenne se rapproche de 400 000 hectolitres de vin. Commercialisés sous le contrôle du Consejo Regulador de la Denominación de Origen Calificada Rioja, ils jouissent d'une réputation internationale méritée.
Leur qualité est due en grande partie au sol argilo-calcaire qui est excellent afin d'absorber l'humidité nécessaire. Le climat et l'emplacement du vignoble, situé après la Sierra Cantabrique, protège les vignes des vents froids du nord et permet à la souche de mieux prendre la chaleur.
79 % du vin produit dans la Rioja Alavaise est élaboré à partir du cépage Tempranillo qui allie une bonne couleur à un excellent rapport alcool/acidité. Les autres variétés utilisées sont le Viura ou Macabeu (raisin blanc de la Méditerranée), le grenache noir (d'origine aragonaise), le Mazuelo ou carignan (qui, en fort rendement, donne des vins bas de gamme), le Graciano (qui produit un vin rouge aromatique, excellent à assembler avec d'autres cépages), le grenache blanc et le Malvasia ou Malvoisie. Les caractéristiques générales du vin de la Rioja Alavesa sont une couleur lumineuse et vivante, un arôme de fruits secs, une saveur fruitée ; ce vin est assez puissant en alcool, riche en tanins et agréable au palais. Son agrément implique qu'il titre entre 11 et 13 degrés. El Tinto est le vin rouge qui caractéristique le plus la Rioja Alavaise.
Le vin rouge de l'année ou vino joven est fait, dans la plupart des cas et selon la méthode traditionnelle de macération carbonique, avec des grappes qui fermentent entre sept et dix jours. Libéré des peaux et les tiges, le liquide est transvasé dans des cuves de fermentation où se termine la fermentation. Ce vin de l'année ou « vin jeune » a un goût fruité et très agréable.

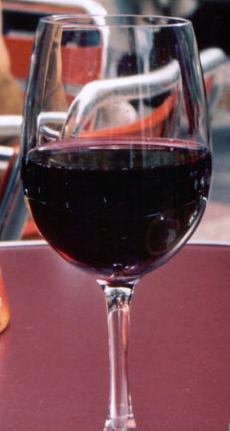
Un Tinto Rioja.

Comité de contrôle sur l'Appellation d'Origine de la Rioja (Rapport annuel 2007)
| Municipalités alavaises        | Vin rouge (ha) | Vin blanc (ha) | Bodegas |
| ------------------------------ | -------------- | -------------- | ------- |
| Baños de Ebro-Mañueta          | 450,19         | 59,42          | 24      |
| Barriobusto                    | 229,57         | 34,02          | 1       |
| Kripan                         | 139            | 10,75          | 2       |
| Elciego                        | 1082,70        | 56,72          | 21      |
| Elvillar-Bilar                 | 750,15         | 66,25          | 13      |
| Labastida                      | 1001,72        | 77,83          | 12      |
| Labraza                        | 122,64         | 16,76          | 0       |
| Laguardia                      | 3313,61        | 248,69         | 61      |
| Lanciego                       | 1005,64        | 98,48          | 17      |
| Lapuebla de Labarca            | 310,57         | 28,78          | 40      |
| Leza                           | 345,44         | 31,50          | 6       |
| Moreda de Álava                | 277,63         | 33,79          | 2       |
| Navaridas                      | 563,43         | 53,11          | 11      |
| Oyón-Oion                      | 790,97         | 47,14          | 7       |
| Buradon Gatzaga                | 56,69          | 3,91           | 0       |
| Samaniego                      | 483,49         | 49,01          | 14      |
| Villabuena de Álava-Eskuernaga | 490,92         | 54,10          | 42      |
| Yécora-Iekora                  | 449,86         | 26,04          | 5       |
| Total en Alava                 | 11 864,22      | 996,30         | 280     |

Les vins de « Crianza, Reserva y Gran Reserva » sont produits comme les vins de Bordeaux. Les vins de Crianza doivent avoir au moins 2 ans d'élevage avant commercialisation, soit un an en fût et un an en bouteille. La Réserve doit avoir au moins 3 ans de vieillissement dont l'un en fût de chêne et deux en bouteille, et une Grande Réserve au moins 2 ans en fût de chêne avant de compléter son élevage en bouteille, pour un total d'au moins 5 ans.
Laguardia est la plaque tournante de la région. Cette capitale du vin compte 53 bodegas sur les 278 de l'appellation.
Tableau de la qualité des vins de la Rioja Alavesa
| Année | 0          | 1          | 2          | 3       | 4          | 5          | 6          | 7          | 8          | 9       |
| ----- | ---------- | ---------- | ---------- | ------- | ---------- | ---------- | ---------- | ---------- | ---------- | ------- |
| 1960  | Bonne      | Bonne      | Très bonne | Normale | Excellente | Moyenne    | Normale    | Normale    | Très bonne | Normale |
| 1970  | Très bonne | Moyenne    | Moyenne    | Bonne   | Bonne      | Très bonne | Bonne      | Normale    | Très bonne | Normale |
| 1980  | Bonne      | Très bonne | Excellente | Bonne   | Normale    | Bonne      | Bonne      | Très bonne | Bonne      | Bonne   |
| 1990  | Bonne      | Très bonne | Bonne      | Bonne   | Excellente | Excellente | Très bonne | Bonne      | Très bonne | Bonne   |
| 2000  | Bonne      | Excellente | Bonne      | Bonne   | Excellente | Excellente | Très bonne | Très bonne |            |         |

##### Rioja Baja / Errioxa Beherea
La surface totale de vigne dans la Rioja Baja est de 20 907 hectares dont 6 785 en Navarre qui regroupe huit communes et quinze vignobles bénéficiant d'un climat méditerranéen. Voici les communes navarraises:
| Communes navarraises | Vin rouge (ha) | Vin blanc (ha) | Bodegas |
| -------------------- | -------------- | -------------- | ------- |
| Andosilla            | 882,54         | 24,57          | 5       |
| Aras                 | 74,43          | 2,05           | 1       |
| Azagra               | 1377,00        | 23,33          | 2       |
| Bargota              | 361,25         | 13,54          | 1       |
| Viana                | 1443,59        | 99,49          | 3       |
| Mendavia             | 1510,44        | 18,41          | 2       |
| San Adrian           | 532,85         | 20,19          | 1       |
| Sartaguda            | 29,82          | 0,37           | 0       |
| Total en Navarre     | 6 211,92       | 201,95         | 15      |

#### Culture
Comme dans la plupart des régions viticoles espagnoles, le vin fait partie intégrante de la culture et de la gastronomie.

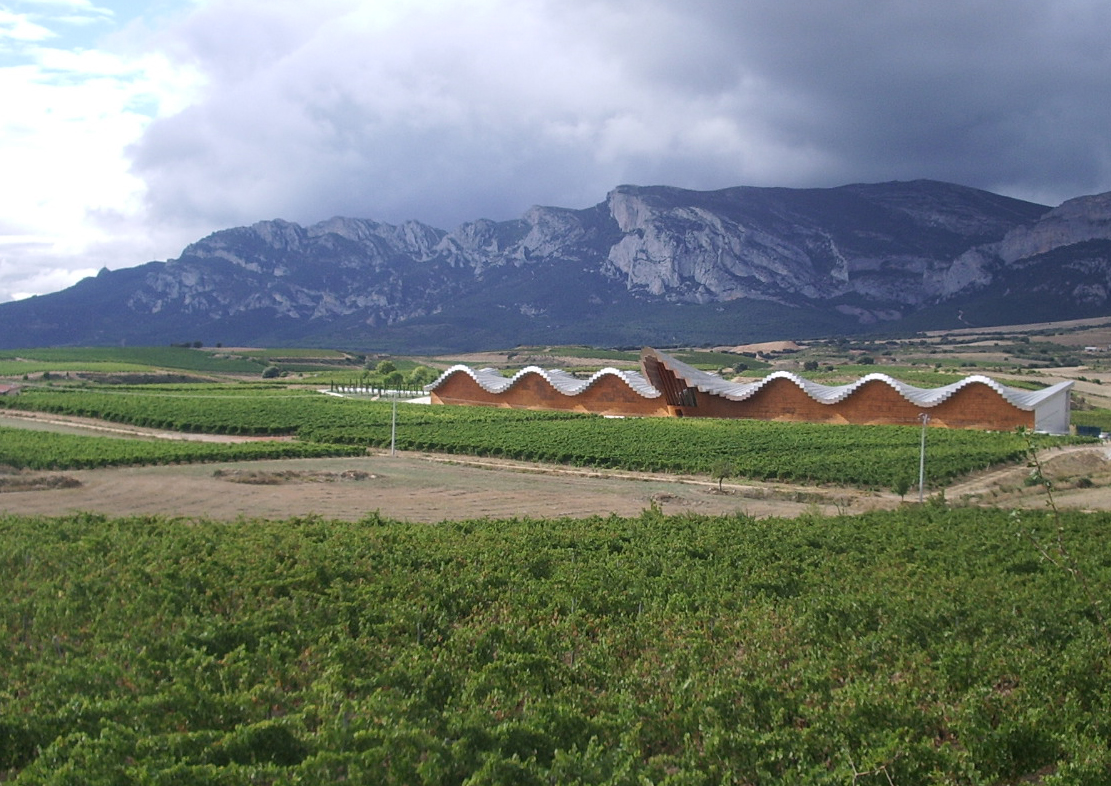
Ysios upategia réalisé par l'architecte Santiago Calatrava à Laguardia
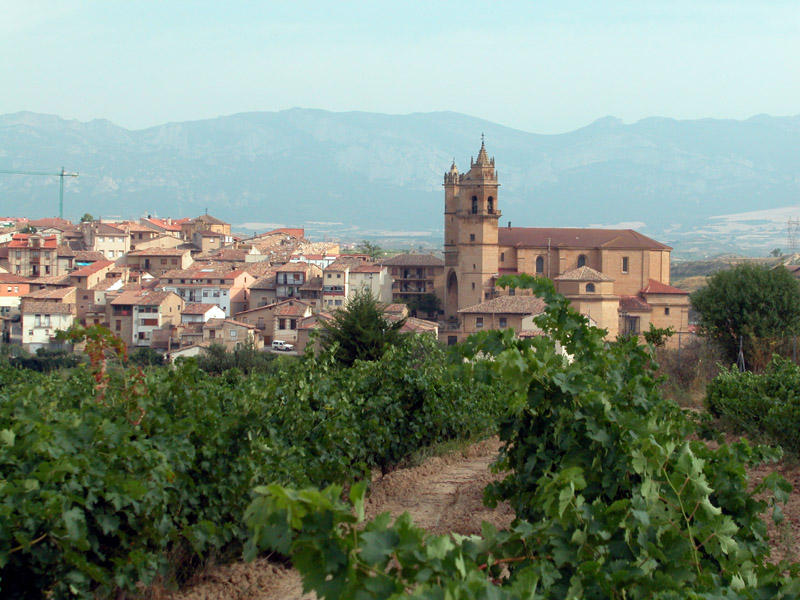
Vue panoramique de Elciego d'un rang de vigne
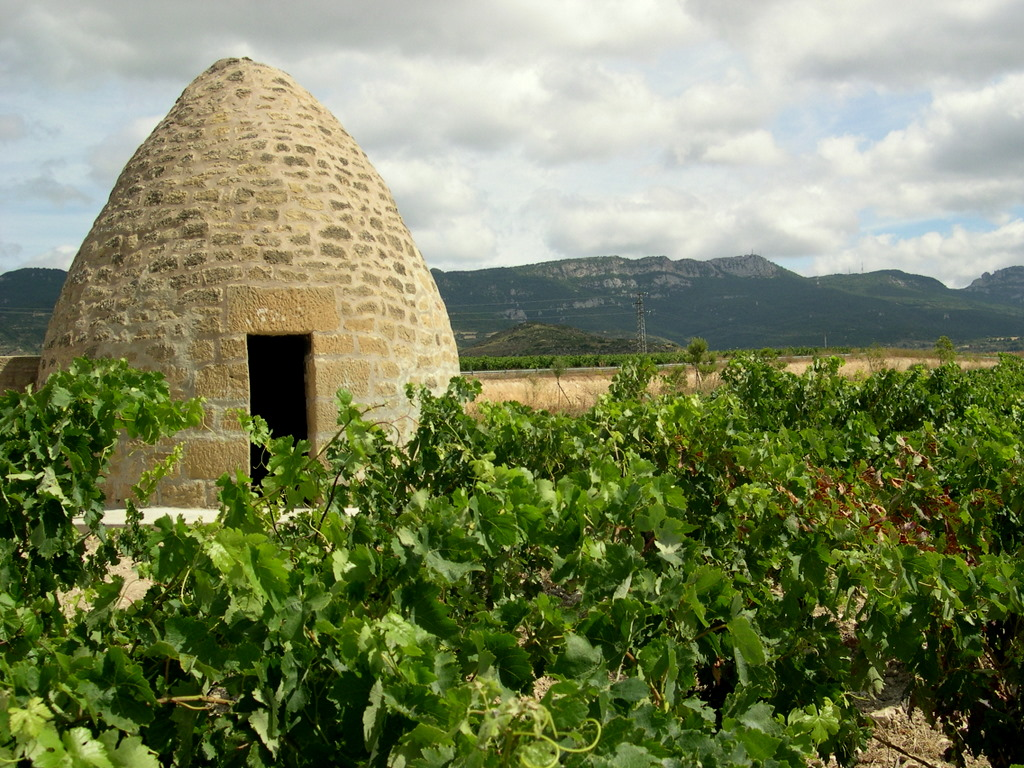
Refuge à Laguardia en forme de cône pour les agriculteurs en cas de tempêtes
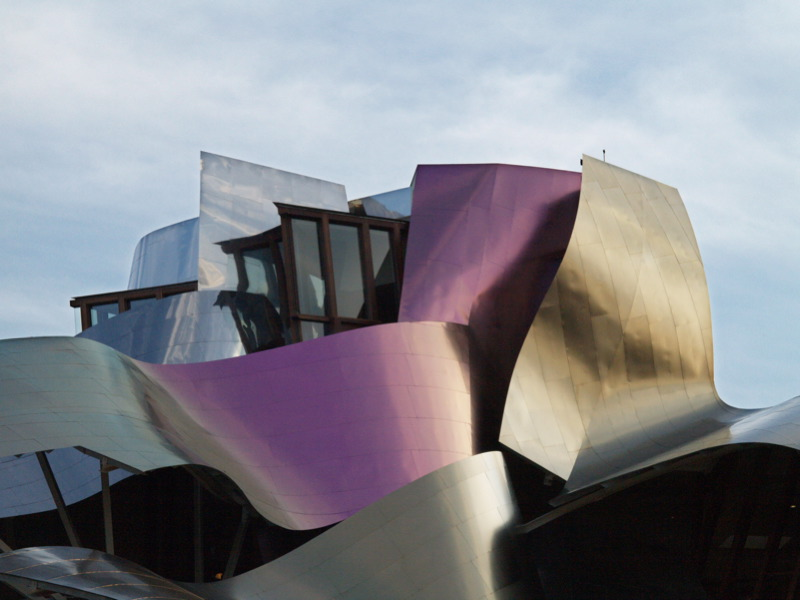
Bodega Marques del Riscal réalisé par l'architecte Frank Gehry à Elciego

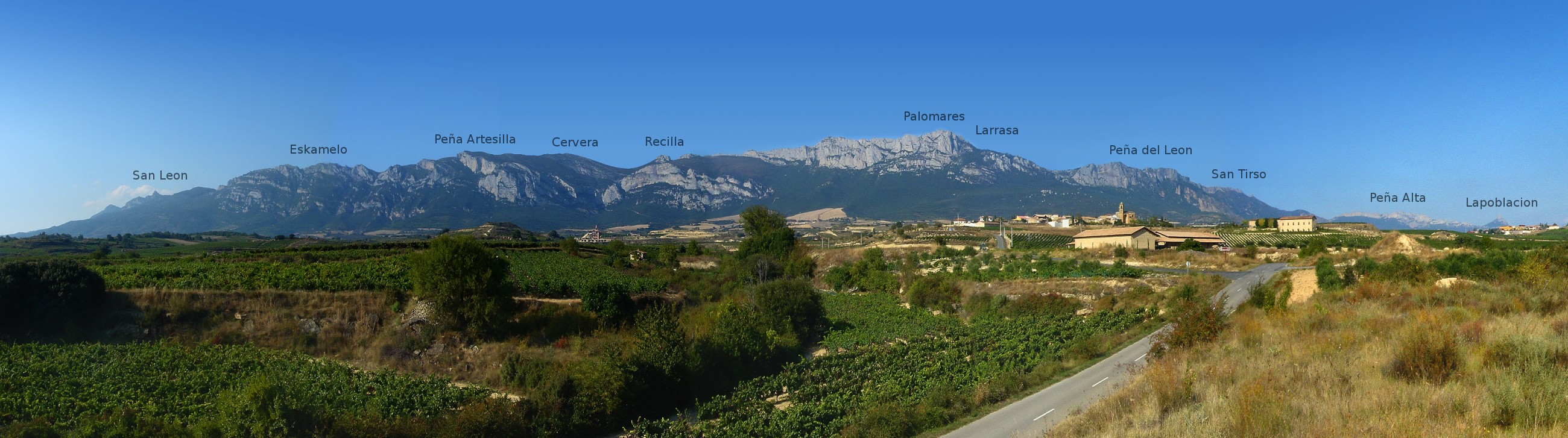
Vue panoramique de la Rioja Alavaise avec les montagnes Toloño en arrière-plan

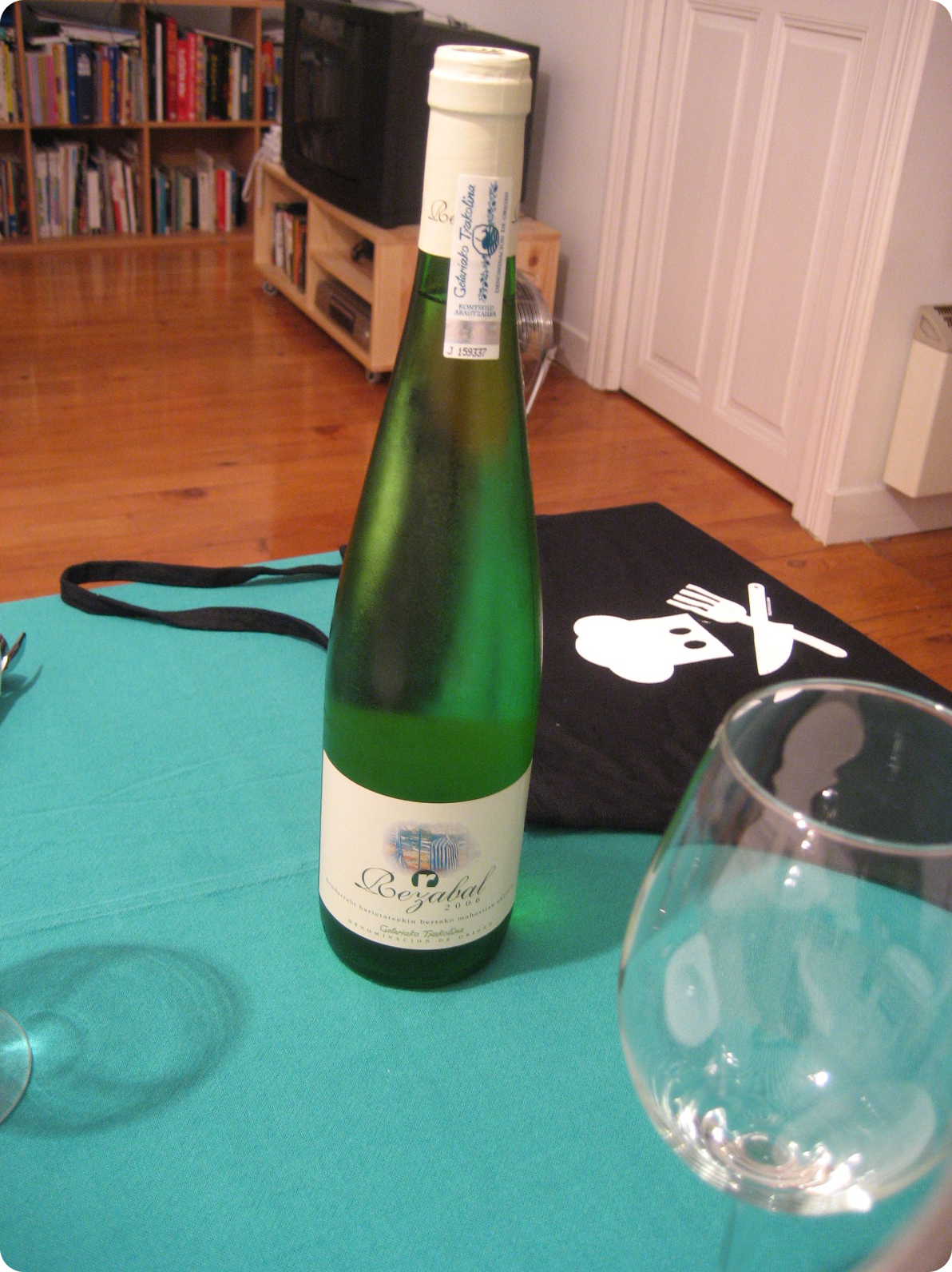
Bouteille de txakoli

### Txakoli

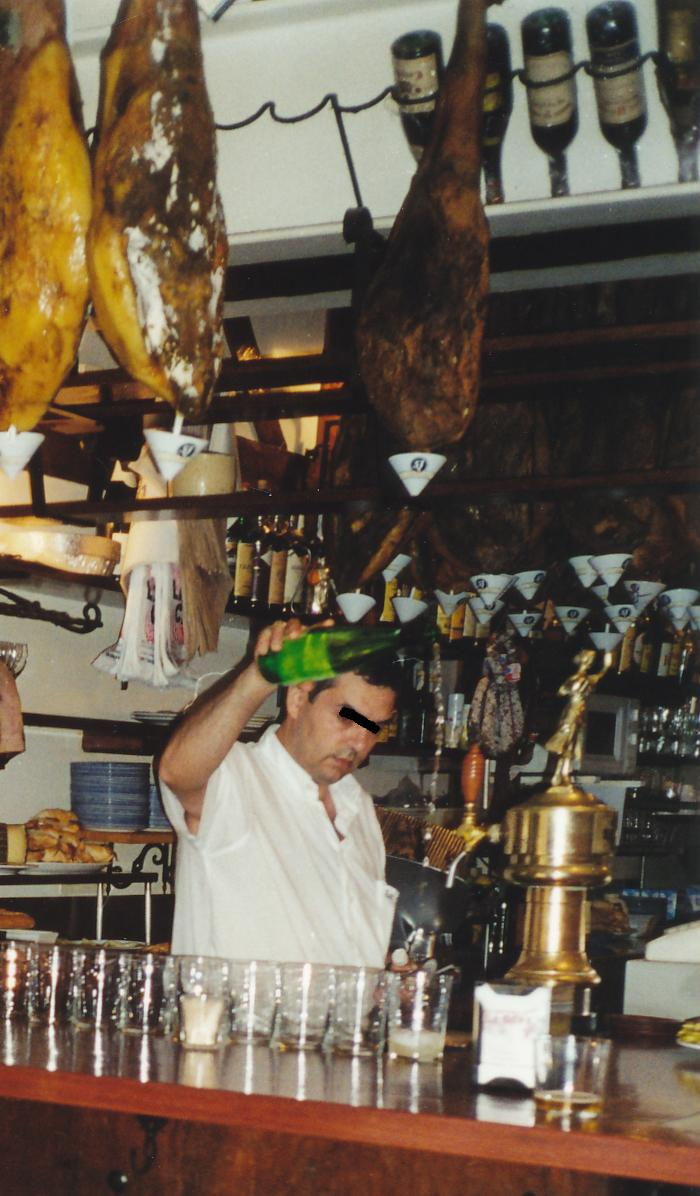
Le txakoli servi à la manière basque

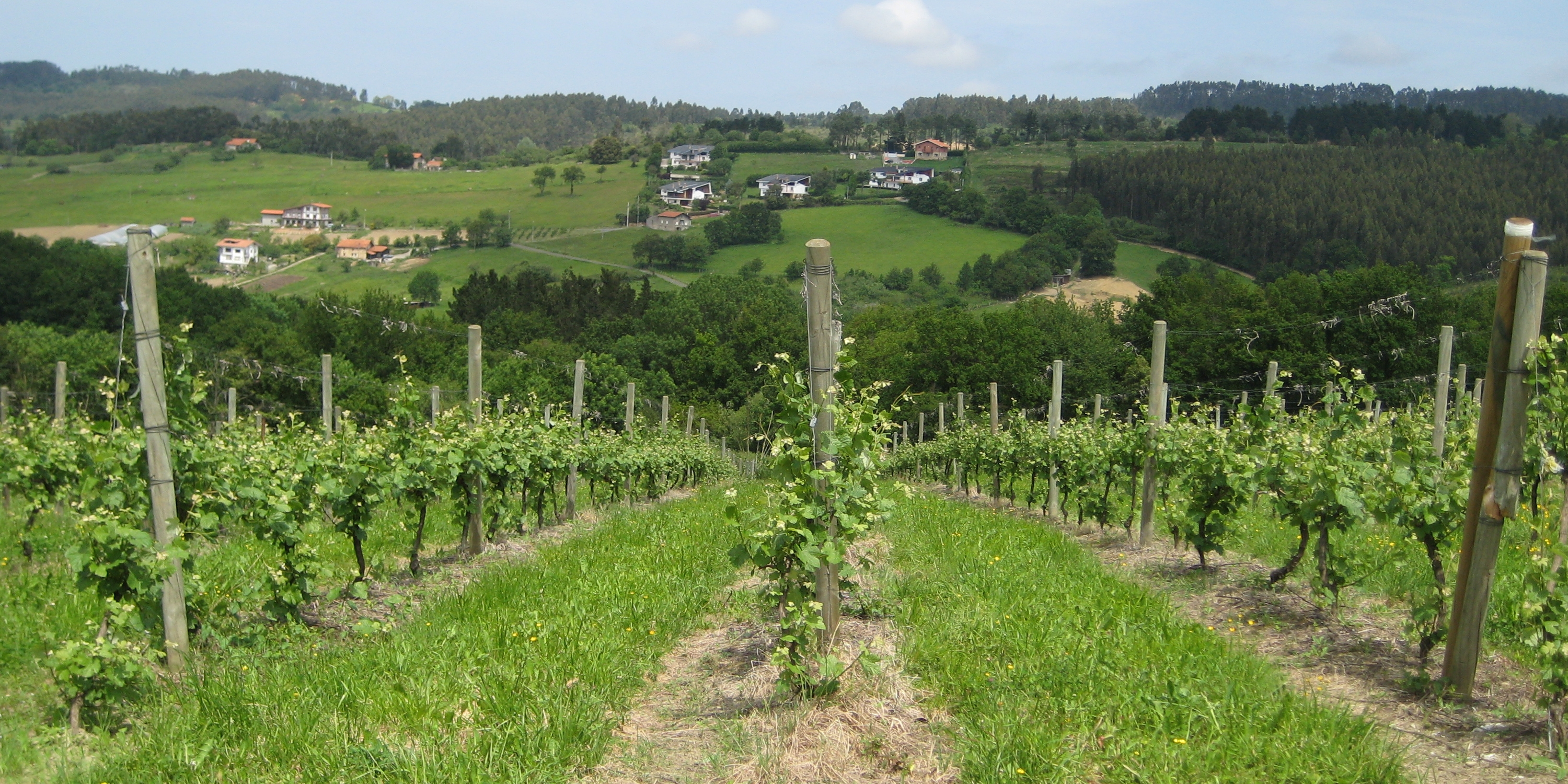
Vignes près d'Erandio

Le txakoli est un vin blanc légèrement effervescent, à forte acidité et d'une faible teneur en alcool (10°-11°), produit dans les trois provinces de la Communauté autonome du Pays basque.
Il est normalement servi à l'apéritif et peut être bu dans l'année de mise en bouteille car il ne supporte pas le stockage pendant de longues périodes. La variété la plus commune est d'un vert pâle mais les variétés rouges et rosées existent aussi. Lorsqu'il est prêt, il est normalement versé dans de grands verres à pied, souvent aujourd'hui en accompagnement de pintxos. Il a généralement un degré d'alcool situé entre 9,5 % et 11,5 %.
Le Txakoli est traditionnellement élevé en foudres (des grands et très vieux fûts de chêne), mais la plupart du txakoli produit aujourd'hui est fermenté dans des cuves en acier inoxydable.
Les txakolis, dans leur grande majorité, proviennent de vignes proches du golfe de Gascogne. Ces zones ont une forte pluviosité (entre 1 000 et 1 600 mm de précipitations annuelles en moyenne) et des températures moyennes entre 7,5 et 18,7 °C mais, à l'occasion, les vignes peuvent souffrir du gel.
Le Palais de Mendibile du XVIIIe siècle à Leioa près de Bilbao abrite aujourd'hui un musée consacré au txakoli, le museo del txakoli-txakolinaren museoa, qui explique l'histoire de ce vin et possède une grande collection du matériel œnologique utilisé pour sa fabrication.

#### Étymologie
Le mot txakoli ou txakolin(a) en basque (prononcé [tʃakoˈliɲa]) est d'origine basque excepté son suffixe. En effet, les produits et, plus fréquemment, les liquides comme ozpin qui signifie « vinaigre » ont un affixe "in" qui s'ajoute. La racine du mot reste cependant énigmatique quant à son origine étymologique selon Resurreccion Maria Azkue.
En espagnol, il est communément appelé chacolí mais il se trouve le plus souvent sous une forme nominale basquisée au Pays basque et dans sa commercialisation. On écrira plus fréquemment El Txakoli de Bizkaia au lieu de El chacolí de Viscaya ou El Txakoli de Guetaria.

#### Histoire du vignoble de Txakoli

##### Période moderne
Ce vignoble était presque en danger de disparition vers le milieu du XIXe siècle. Il le resta jusqu'aux années 1980. Le vin de Txakoli était essentiellement vinifié par chaque propriétaire à la maison et bu presque exclusivement au Pays basque.

##### Période contemporaine
À partir de 1994, certaines cuvées de txakoli ont réussi à atteindre les critères de qualité afin d'obtenir la certification de Denominación de Origen. La qualité ayant été améliorée, la diffusion et la demande du produit ont augmenté significativement. Aujourd'hui, il n'est pas rare de voir aux bords des routes la présence de Txakolindegi (lieu où se fabrique et se déguste le txakoli) qui sont aussi populaires que les Sagardotegi (cidrerie).

#### Les différents Txakoli

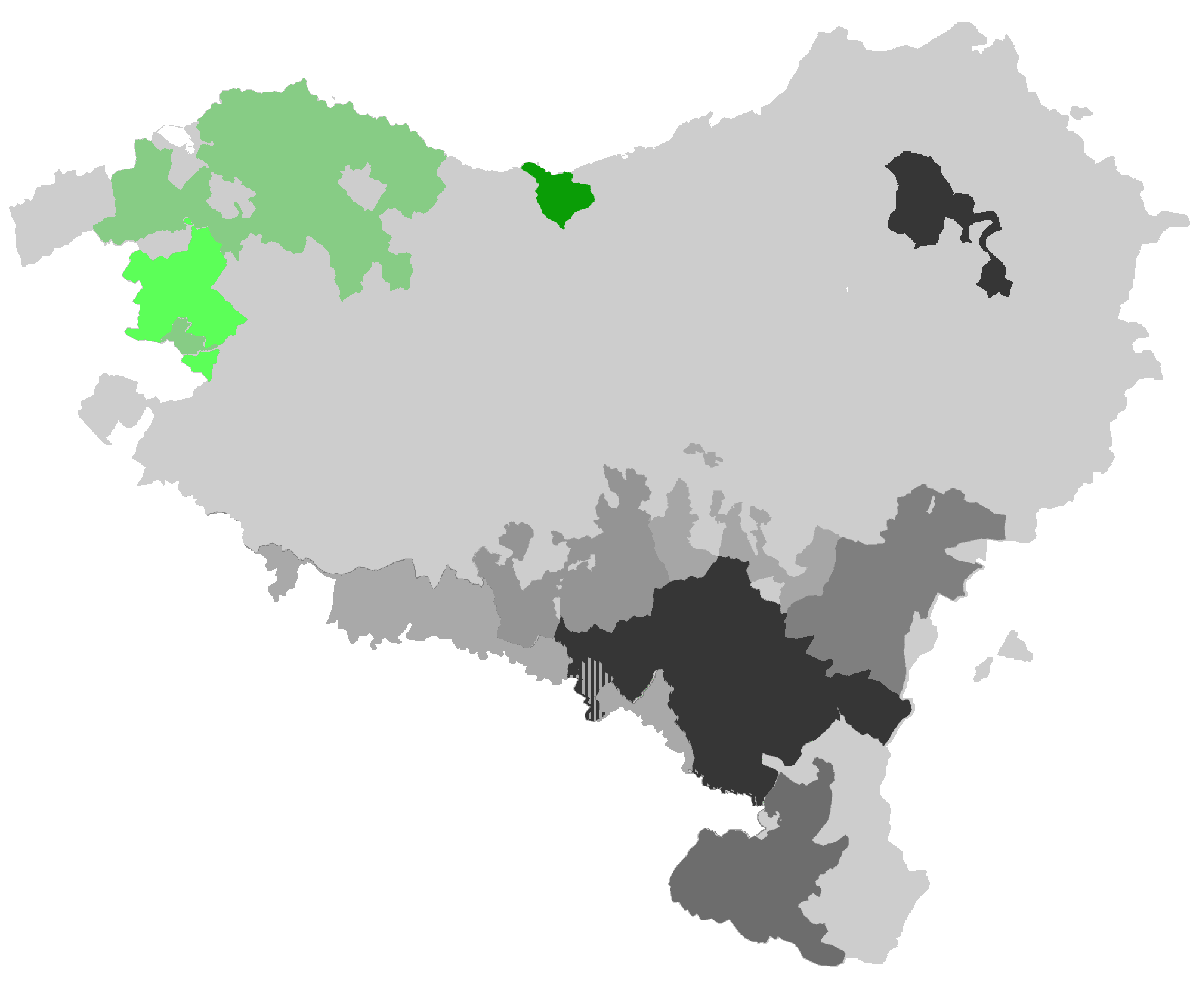
Txakoli d'Alava
Txakoli de Biscaye
Txakoli de Getaria

Il y a trois Txakoli certifiés. Ce vin possède ainsi trois appellations contrôlées :
- D.O. Getariako Txakolina, produits autour de la ville de Getaria dans le Guipuscoa (DO depuis 1990).
- D.O. Bizkaiako Txakolina, produit le long de la côte de Biscaye (DO depuis 1994)
- D.O. Arabako Txakolina, produit dans la province d'Alava, autour de la ville d'Amurrio (DO depuis 2001)

##### Txakoli de Getaria
Txakoli de Getaria (Getariako Txakolina in Basque, Chacolí de Guetaria en espagnol).
Cette variété vient d'une petite région du Guipuscoa autour des municipalités de Getaria, Zarautz et Aia et sa robe est d'une couleur très jaune pouvant aller jusqu'à la couleur verte. Ce fut la première variété de txakoli à recevoir la certification DO en 1989. Bien que la superficie cultivée ait augmenté, passant de 60 ha à 177 ha depuis la certification, Txakoli de Getaria reste la plus petite appellation en termes de superficie cultivée. Chaque année, quelque 9 000 hectolitres sont produits principalement sur des pentes orientées sud-est afin de protéger les vignes du mauvais temps venant de l'Atlantique. Contrairement à nombre de vignobles, les ceps de ce txakoli sont cultivés selon un système de treilles ou treillis (appelé Parra en basque). Avec cette méthode, qui rappelle celle des vinhos verdes au Portugal, les vignes sont cultivées à une plus grande hauteur au-dessus du sol, le feuillage continu formant un couvert qui permet d'améliorer le microclimat.
Les types de cépage autorisés pour le blanc sont : hondarribi zuri (courbu), hondarribi zuri zerratia (petit Courbu), izkiriota (gros manseng), riesling et chardonnay (permis) ; pour le rosé et le rouge : hondarribi beltza.
Au cours des dernières années, d'autres communes de la région ont également commencé à produire du txakoli, y compris Orio, Zumaia, Arrasate, Eibar, Mutriku, Deba, Zestoa, Fontarrabie, Villabona, Urnieta, Oñati, Beizama, Zerain et Olaberria.

##### Txakoli d'Alava
Le txakoli d'Alava (Arabako Txakolina in Basque, Chacolí de Álava en espagnol) est situé à l'extrême nord-ouest de la province d'Alava. Ce txakoli n'a obtenu que très récemment la certification DO, en 2001. Sa robe est couleur jaunâtre, il est très acide et légèrement mousseux. Il est cultivé sur quelque 55 ha autour des villes de Aiara, Amurrio, Artziniega, Laudio et Okondo. Dans cette région, la vinification a une longue tradition qui remonte aussi loin que 760 AD. À la fin du XXe siècle, les vignes étaient cultivées sur plus de 500 ha, mais il ne restait que 5 ha à la fin du XXe siècle, avant la récente renaissance.
Les raisins les plus couramment utilisés pour ce txakoli sont Hondarribi Zuria (« Blanc Hondarribi ») mais d'autres raisins sont également autorisés : Bordeleza Zuria (Folle Blanche), Izkiriota Ttipia (Petit Manseng), Izkiriota (Gros Manseng) et du Courbu.

##### Txakoli de Biscaye
Le txakoli de Biscaye (Bizkaiko Txakolina en basque, Chacolí de Vizcaya en espagnol) est produit dans la plus grande partie de la Biscaye, à l'exception de l'extrême ouest de la province, soit la comarque d'Enkarterri. Ce fut le deuxième txakoli à recevoir la certification DO en 1994.
Il est cultivé sur approximativement 150 ha et dans quatre-vingt-cinq villages et villes de la province avec une production de quelque 7 000 hectolitres chaque année. Les premiers documents sur la vinification du txakoli dans cette région remontent au VIIIe siècle. La qualité du txakoli varie tout comme les conditions microclimatiques.
Les variétés autorisées sont : Hondarribi Beltza, Ondarrabi Zuri Zerratia (Petit Courbu), Mune Mahatsa (Folle Blanche), Izkiriota (Gros Manseng), Izkiriota Ttippia (Petit Manseng), Sauvignon blanc, Riesling, Chardonnay et Hondarribi Zuri.
Historiquement, une autre variété de rouge léger appelée Oilar begi (« œil de poulet ») a également été utilisée. Cette dernière, qui avait presque disparu, fait maintenant un lent retour.

##### Txakoli en dehors du Pays basque
Le Txakoli était traditionnellement aussi produit dans certaines communes des provinces adjacentes au Pays basque, en particulier dans la région cantabrique de Trasmiera jusqu'à la fin du XIXe siècle. Le Txakoli est encore produit en Cantabrie mais sur une échelle très limitée. Il est produit sur la commune de Valle de Mena dans la province de Burgos où des efforts sont faits pour recevoir la certification DO.
| Txakoli             | Aire (ha) | Producteurs | Entrepôts | Volume (hl) |
| ------------------- | --------- | ----------- | --------- | ----------- |
| Arabako Txakolina   | 60        | 13          | 1         | 2400        |
| Bizkaiko Txakolina  | 255       | 254         | 73        | 9585,71     |
| Getariako Txakolina | 180 *     | 40          | 17        | 10000 *     |

* Le Getariako Txakolina arrivera à 30 000 hectolitres annuellement avec l'incorporation des vignobles de Fontarrabie, d'Oñati, d'Arrasate ou de Zumaia. Il y aura 300 hectares et la production augmentera d'un million de litres par an.

### La D.O. Navarra

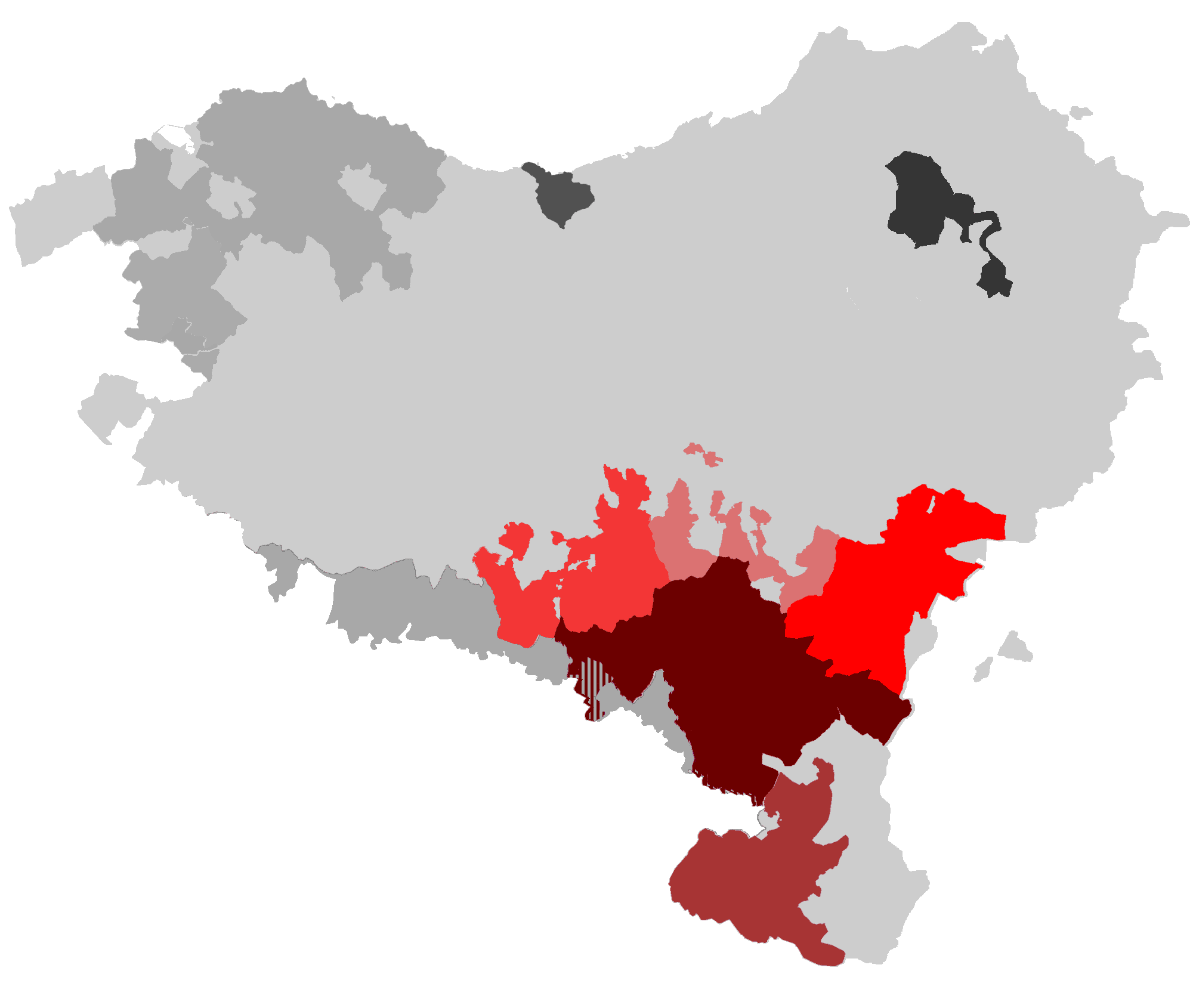
Carte des cinq différents terroirs du D.O de Navarre
Behe Erribera ou Ribera Baja
Goi Erribera ou Ribera Alta
Lizarraldea ou Tierra Estella
Izarbeibarra ou Valdizarbe
Behe Mendialdea ou Baja Montaña

D.O de Navarre versus D.O.C. Rioja

La D.O. de Navarre (Denominación de Origen de Navarra) produit des vins rouge, rosé et blanc. Ce vignoble situé au sud de la Navarre s'étend sur une surface de 18 841,45 hectares.
Un petit territoire au sud-ouest, soit 5 %, se situant sur le territoire de la communauté forale de Navarre est inclus dans la zone d'appellation de la D.O.C. Rioja.
Les terroirs de l'appellation se divisent en cinq sous-régions.

#### Behe Erribera ou Ribera Baja
Situé au sud de la Navarre, ce terroir a la plus grande surface viticole avec 5 666 hectares ainsi que le plus grand nombre de bodégas qui produisent 74,0508 quintaux de vin par hectare. La pluviométrie moyenne annuelle est de 448 mm. Les cépages reçoivent en moyenne 241 jours d'ensoleillement.
Ce terroir qui compte quatorze communes productrices est le plus aride des appellations d'origine de Navarre et aussi celui qui reçoit le plus d'influences méditerranéennes. Ses sols sont brun-gris, brun, avec un substrat calcaire dans la plaine et des dépôts alluviaux vers le fleuve. Ce terroir produit 40,29 % du total de la dénomination d'origine.

#### Goi Erribera ou Ribera Alta
Ce terroir occupe une partie de la vallée de l'Èbre, le centre et le sud de la Navarre. Sur une surface de 5 944 hectares, il produit 63,6089 quintaux de vin par hectare. La pluviométrie moyenne annuelle oscille entre 444 mm et 513 mm par an. Les cépages reçoivent en moyenne entre 238 et 245 jours d'ensoleillement. Le climat est sec et les sols composés de marnes calcaires et de terres alluviales.
Ce terroir compte vingt-six communes. Ce terroir fournit 22,90 % des vins de la dénomination d'origine.

#### Izarbeibar ou Valdizarde
C'est le vignoble le plus proche du chemin de Saint-Jacques-de-Compostelle. Situé entre les vallées des rivières Arga et Cidacos et en partie dans la comarque de Puente la Reina, les 1 275 hectares produisent 59,1877 quintaux de vin par hectare. La pluviométrie annuelle est environ de 593 mm par an. Les cépages reçoivent en moyenne 218 jours d'ensoleillement. Ce terroir compte vingt-cinq communes. Le climat est sec et ce terroir produit 11 % du volume des vins de la dénomination d'origine.

#### Behe Mendialdea ou Baja Montaña
Ce vignoble se situe au milieu de la vallée de la rivière Aragon, à l'est de la Navarre. Sa surface est de 2 655 hectares et il produit 52,9826 quintaux de vin par hectare. La pluviométrie moyenne annuelle est environ de 683 mm par an. Les cépages reçoivent en moyenne 232 jours d'ensoleillement. Ce terroir compte vingt-deux communes. Son climat est sec et le sol soit jaunâtre ou rougeâtre et calcaire. Ce terroir fournit 14,79 % du total des vins de la dénomination d'origine.

#### Lizarraldea ou Tierra de Estrella
Situé dans les vallées fluviales d'Odron, d'Ega et de Linares, ce vignoble a une surface de 3 083 hectares et produit 58,9412 quintaux de vin par hectare. Le climat de la vallée est sec, il pleut rarement. Sa moyenne annuelle des précipitations est de 680 mm et les cépages reçoivent en moyenne 232 jours d'ensoleillement. Le terroir compte trente-huit communes productrices. Il fournit 11 % du total de la dénomination d'origine.

#### Histoire du vignoble de Navarre

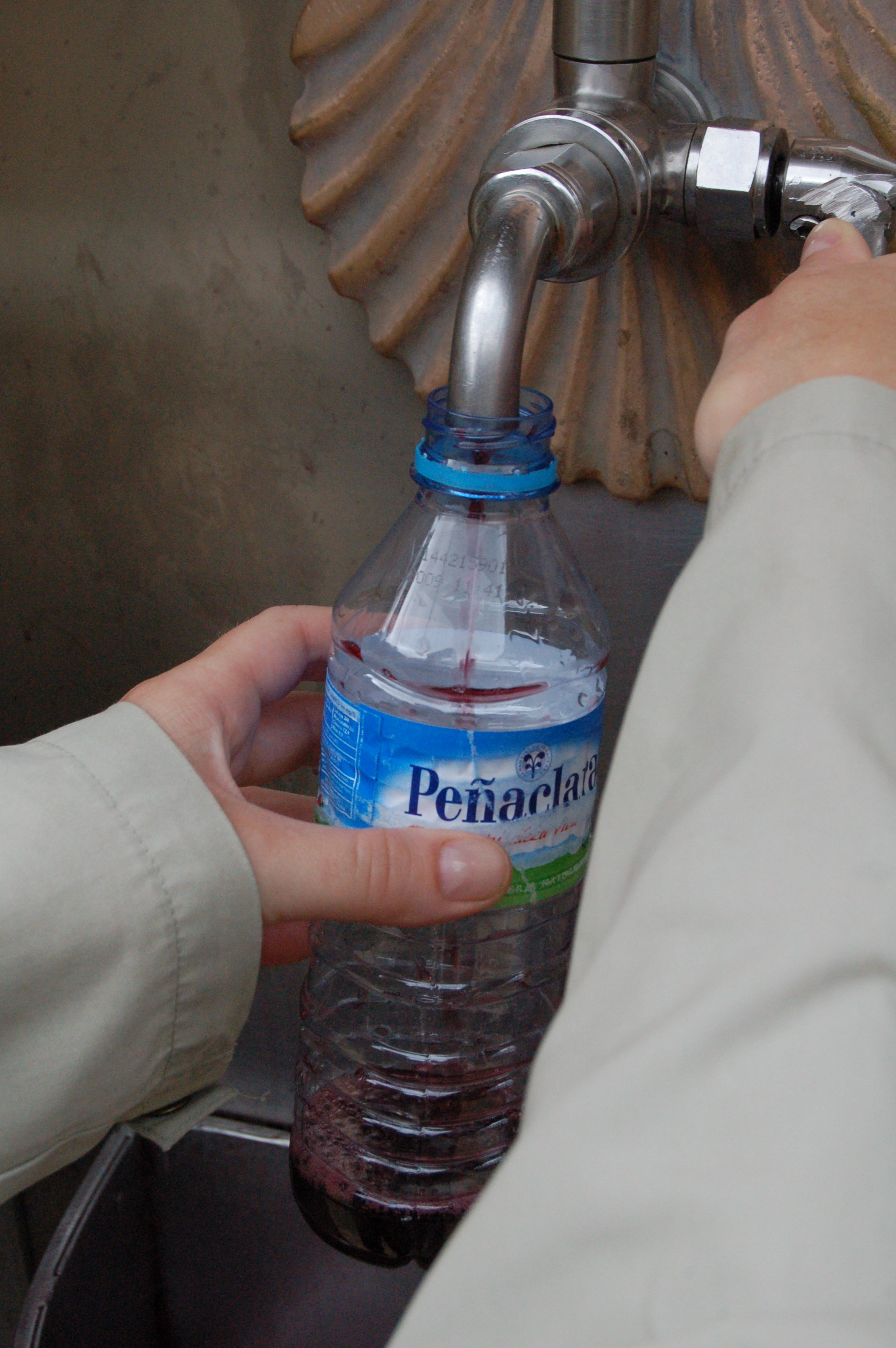
Fontaine à vin gratuite de la Bodegas Irache toute proche du monastère Santa Maria la Real.

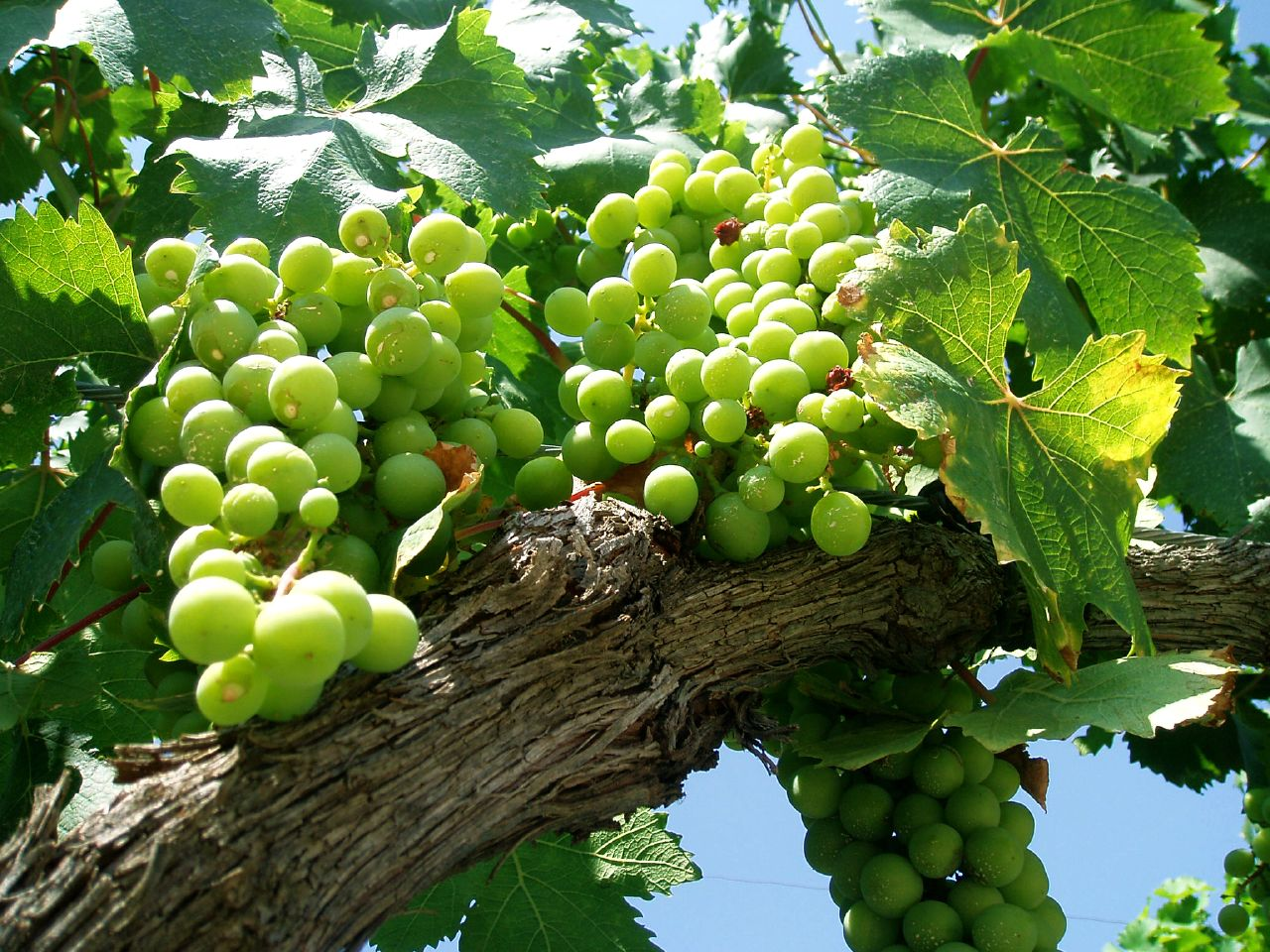
Grappe de raisin à Santacara

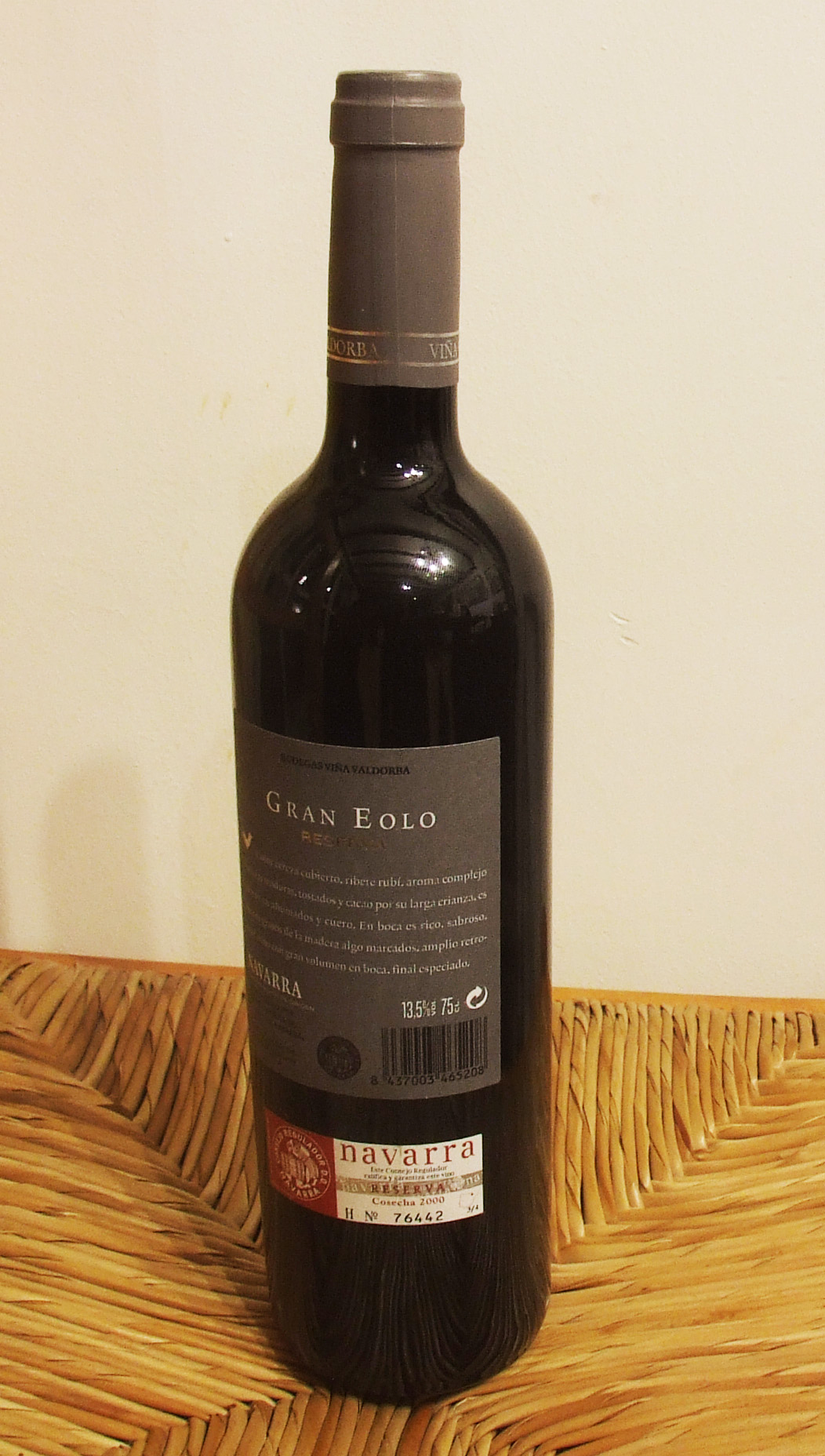
Vin rouge de réserve de Navarre

##### Préhistoire
L'existence de la vigne depuis des temps les plus éloignés est démontrée par des découvertes préhistoriques dans de nombreux emplacements autour de la Méditerranée. Des restes fossiles de vitis ont été trouvés dans des formations tertiaires. Les vitis silvestris se développèrent au nord de la Navarre dès la période préhistorique. C'est la racine de ces vignes sauvages qui était utilisée comme nourriture, et non les baies pour la vinification.

##### Antiquité
Le point de départ du vin de Navarre est situé au Ier siècle av. J.-C. par la découverte de « matériel œnologique » qui servait à la transformation du raisin en vin. Les vitis silvestris ont été cultivées dès l'arrivée des Romains.
Du matériel, des ornements et des mosaïques bachiques (ou avec des motifs liés au vin) ont également été trouvés ainsi que deux amphores de vin, l'une à Cintruénigo et l'autre à Cascante, et les deux datent du Ier siècle av. J.-C.
Il est évident que la Navarre était un centre vinicole important au vu des restes trouvés par les archéologues à Funes, Arellano, Liédena et Falces. Les objets de fouille démontrent que les Romains utilisaient une méthode industrielle pour faire le vin entre le Ier et le Ve siècle.

##### Moyen Âge et Renaissance
Dans le Haut Moyen Âge, entre le Ve et le XIIe siècle, l'influence romaine n'était plus que souvenir. Après le passage des Alains, Vandales et Souabes, venus de la Gaule, tout avait été saccagé ou abandonné. Les Visigoths arrivèrent en l'année 457. Leur influence dans le secteur agraire fut très importante car, à ce moment-là, la Navarre était peu peuplée. Le modèle romain revint en force mais avec des changements appréciables concernant la structure de la propriété et les relations sociales, puisqu'une grande partie de la viticulture tomba dans les mains des monastères.
La présence et participation des communautés maures[source insuffisante] et juives à la viticulture et à la vinification, tout en étant notables, restèrent cependant marginales. Car le christianisme de la cour, les monastères ainsi que les points d'accueil pour les pèlerins s'en allant vers Saint-Jacques-de-Compostelle étaient les débouchés principaux du vin de Navarre.
Ce fut, au Bas Moyen Âge, entre le XIIIe et le XVe siècle, que la viticulture s'étendit vers quelques vallées pyrénéennes et sur les rives du fleuve de l'Èbre. Mais la production resta limitée compte tenu de la faible densité de population dans ces secteurs ruraux. Il y avait des vignes à Anue, Ezcabarte, Ibilcieta, Arakil, Urraul Alto et dans d'autres secteurs. Beaucoup de ces villages faisaient du vin pour leur propre consommation. D'autres en faisaient le commerce comme revenu principal. Les monastères, en particulier celui d'Iratxe, étaient des centres de viticulture et de véritables écoles d'agriculture.
La route vers Santiago, qui croise la Navarre de façon diagonale, a été complantée de vignes de chaque côté de Pampelune, jusqu'à Viana. Dans les hôpitaux, les pensions et les maisons d'hôtes où les pèlerins s'arrêtaient pour manger, le vin ne manquait jamais. L'éloge du vin de Navarre peut être trouvé dans les chroniques de plusieurs pèlerins.
Le vin de Navarre a toujours joui d'une grande renommée et de nombreuses chansons populaires en célèbrent les louanges. En voici un exemple sur cette musique :
Auxen duk arno ona / En voilà du bon vin

Peraltakoa, Peraltakoa / Que celui de Peralta, celui de Peralta

San Antonek gorde dezala / Que saint Antoine protège

au karri duen mandoa, / le mulet qui l'a apporté,

au karri duen mandoa. / le mulet qui l'a apporté.

##### Époque moderne
Après la Renaissance et jusqu'au XVIIIe siècle, la viticulture en Navarre se développa et la production augmenta tellement que des problèmes graves de surproduction apparurent. Les autorités imposèrent des mesures restrictives concernant l'importation du vin étranger et interdirent la plantation d'autres vignes. Produisant plus de vin qu'elle ne pouvait en consommer, la Navarre commercialisa ses vins en Castille et vers les pays européens à partir du port de Saint-Sébastien.
Pampelune était aussi un centre vinicole très actif et nombre de ses habitants avaient des vignes en dehors de la cité. La municipalité les protégea par l'interdiction du passage du vin provenant de la Ribera dont la qualité était bien meilleure. Le vin était alors consommé familialement et, surtout, dans les tavernes et les auberges.
Au XIXe siècle, pour faire face à une grande augmentation de la quantité de vin produite, les propriétaires-viticulteurs commencèrent à s'impliquer dans la commercialisation de leurs produits. La viticulture commença à se déplacer vers le nord, dans la comarque actuelle de la Barranca, dans la Ribera et dans le bassin de Pampelune où il reste encore quelques vignes. Au milieu du siècle, le fléau de l'oïdium puis l'apparition du phylloxéra en France provoquèrent une grande demande de vin.
Le secteur viti-vinicole devint euphorique : davantage de vignes furent plantées et les petits vignobles transformèrent leurs modestes caves traditionnelles en centres de production à grande échelle. La Navarre atteignit alors la plus grande superficie viticole de son histoire avec presque 50 000 hectares. Plus de mille producteurs fréquentaient les différentes foires internationales de Bordeaux, Madrid ou Chicago afin de faire la promotion de leurs vins et en revenaient avec prix et récompenses.
Mais une première alerte eut lieu en 1885 avec la maladie de la rouille. Un désastre total suivit en 1892 avec la déclaration officielle de l'arrivée du phylloxéra. L'insecte térébrant dévasta les vignes, et les surfaces cultivables passèrent de 50 000 à seulement 700 hectares en quelques années.

##### Époque contemporaine

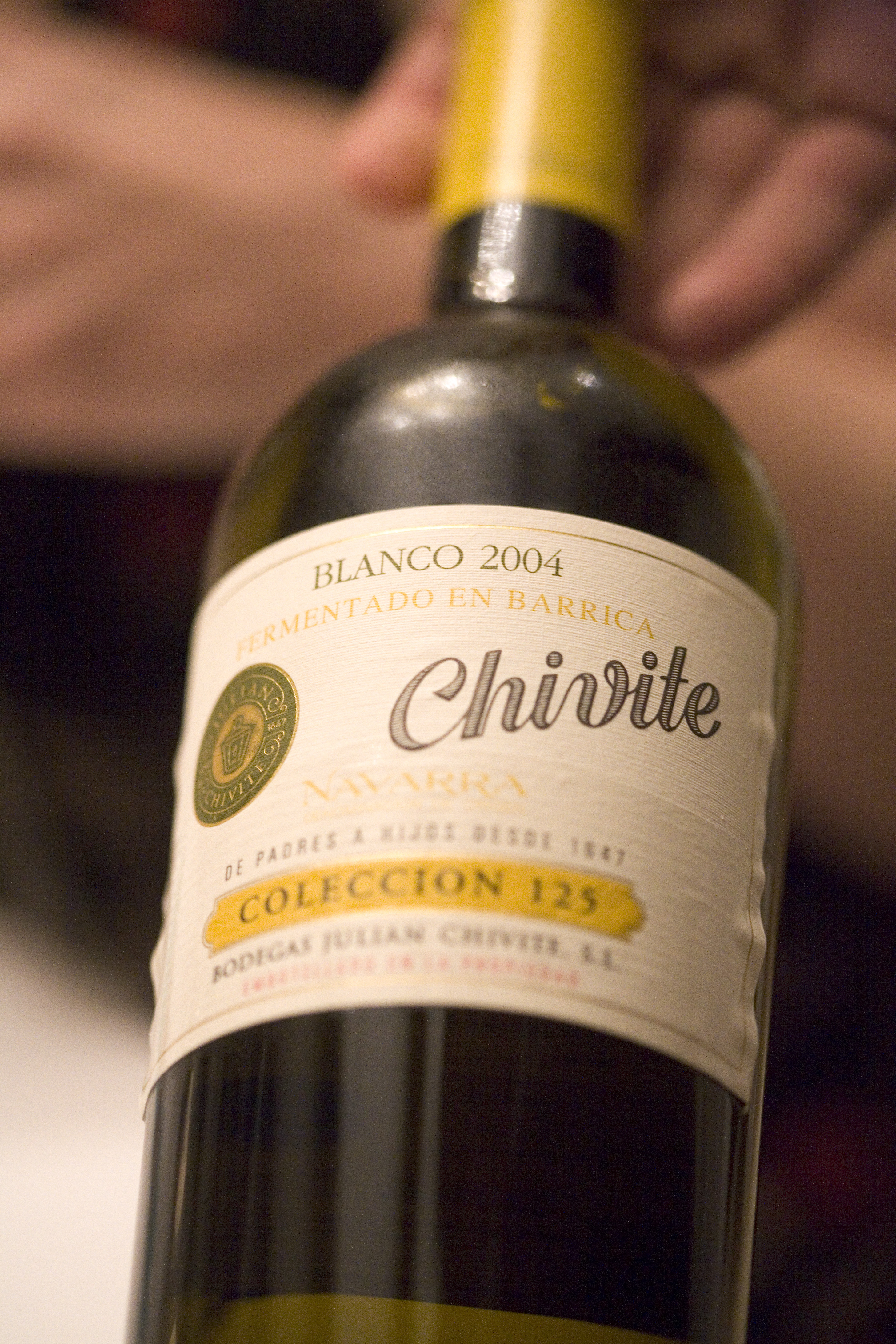
Vin spécial Chivite

Les vingt premières années du XXe siècle furent consacrées à la reconstruction du vignoble. Le « Congrès National de Viticulture », tenu à Pampelune en 1912, redonna espoir aux viticulteurs. Le « Conseil autonome » s'investit à fond pour soutenir le secteur viticole en crise et le travail de l'Association des Viticulteurs de Navarre, fondée à la fin de 1912, fut déterminant. Le mouvement coopératif agraire, favorisé par les prêtres comme Victoriano Flamarique et Antonio Yoldi, permit la création des Caisses d'épargne rurales et de caves coopératives. La première fut fondée à Olite en 1911 sous le nom de « Bodega Cooperativa Olitense ». Après la guerre civile, le nombre de caves coopératives augmenta et l'on en compta jusqu'à soixante-dix.
Une autre période importante dans l'histoire du vin de Navarre commença en 1980 et continue aujourd'hui avec la création d'EVENA (Estación de Viticultura y Enología de Navarra). Elle impulsa la création de beaucoup de caves privées, l'augmentation des vins de qualité, la mise en bouteilles et l'utilisation de tonneaux. Aujourd'hui, le Navarra D.O. (Denominación de Origen) consolide les assises économiques et renforce la renommée de cette région dans le secteur du vin de qualité avec sa production de vins rouge, rosé, blanc et de muscat.

#### Types de cépage
La Navarre a différentes variétés de cépages qui varient selon le type de vin. Grenache 70 %, Tempranillo 12 %, Macabeu 7 %,Cabernet Sauvignon 3 %, Merlot 2,5 %, Carignan 2 %, Graciano 1 %.
- Vin rouge :  Cabernet Sauvignon, Syrah, Merlot, Tempranillo et Grenache ou Garnatxa en basque
- Vin rosé : Grenache
- Vin blanc : Chardonnay

#### Production

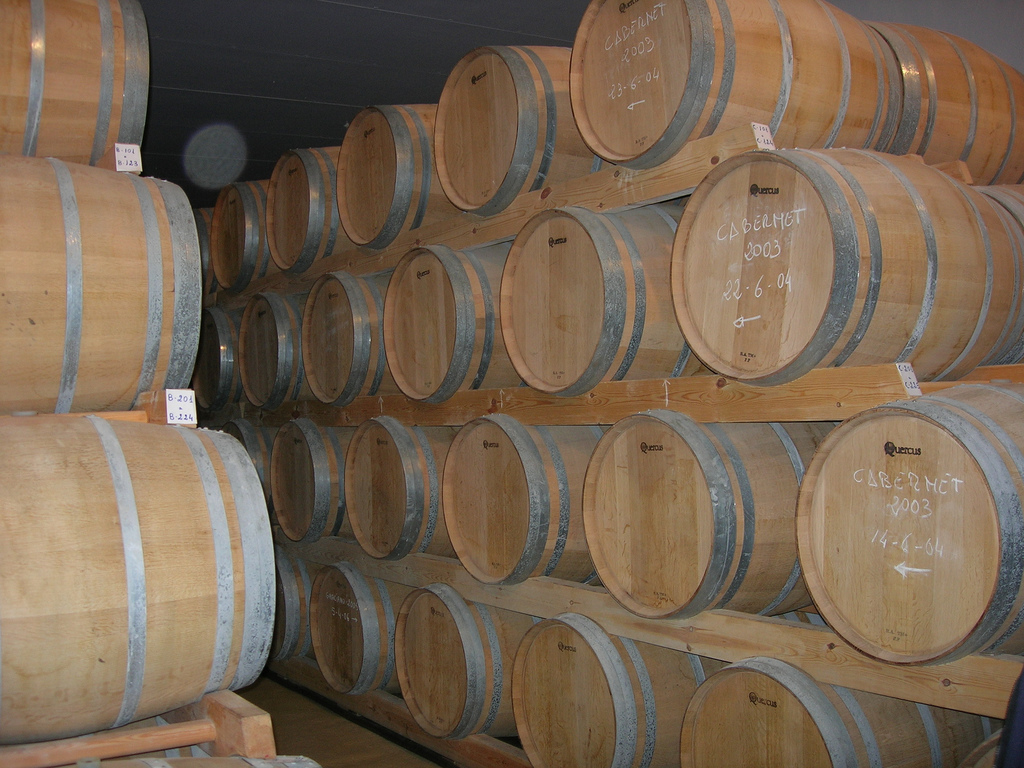
Bodegas Valdorba dans la vallée d'Orbaibar

Production viticole selon le Conseil de dénomination de la Navarre (Nafarroako Izendapenaren Kontseilua)
| Année | Production (kg) | Qualité    | Année | Production (kg) | Qualité    |
| ----- | --------------- | ---------- | ----- | --------------- | ---------- |
| 1985  | 93 802 186      | Bonne      | 1995  | 69 172 608      | Excellente |
| 1986  | 71 998 186      | Bonne      | 1996  | 95 031 176      | Très bonne |
| 1987  | 52 920 474      | Bonne      | 1997  | 85 669 681      | Bonne      |
| 1988  | 47 946 167      | Très bonne | 1998  | 79 481 524      | Très bonne |
| 1989  | 72 993 873      | Très bonne | 1999  | 72 334 047      | Très bonne |
| 1990  | 66 873 090      | Bonne      | 2000  | 125 224 590     | Très bonne |
| 1991  | 58 087 291      | Bonne      | 2001  | 94 166 199      | Excellente |
| 1992  | 85 149 627      | Bonne      | 2002  | 80 048 719      | Très bonne |
| 1993  | 68 711 120      | Très bonne | 2003  | 107 937 450     | -          |
| 1994  | 68 108 739      | Très bonne | 2004  | 145 101 241     | Excellente |
|       |                 |            | 2005  | 113 099 521     | Excellente |

Moins de 70 litres de vin sont produits avec 100 kg de raisins.

## Livres primés sur les vins du Pays basque
Le sommelier et œnologue Mikel Garaizabal a publié deux livres dont le dernier, Vinos de Euskal Herria - Euskal Herriko Ardoak (Vins du Pays basque), a remporté le Gourmand Award 2003 (l'Oscar des livres de gastronomie) comme le meilleur livre au monde de vulgarisation sur les vins. Éditeur situé à Vitoria-Gasteiz : Servicio Central de Publicaciones del Gobierno vasco, 2004,  (ISBN 844572214X).